# Pýlos
Pýlos, aussi connue sous le nom de Navarin, est une ville de Grèce, située en Messénie dans le sud-ouest du Péloponnèse, et bordée par la mer Ionienne. Elle est le siège de la municipalité de Pylos-Nestor, créée par le programme Kallikratis en 2010.
Selon le dernier recensement de la population réalisé en 2011, la population générale de la municipalité (dème) de Pylos-Nestor s’élève à 21 077 habitants. L'unité municipale de Pylos compte 5 287 habitants, tandis que Pylos intra-muros compte 2 345 habitants, ce qui en fait la septième ville la plus peuplée de la Messénie, après la capitale Kalamata (54 100), Messíni (6 065), Filiatrá (5 969), Kyparissía (5 131), Gargaliáni (5 007) et Chóra (3 454). L'unité municipale de Pylos s’étend sur 143,911 km2.

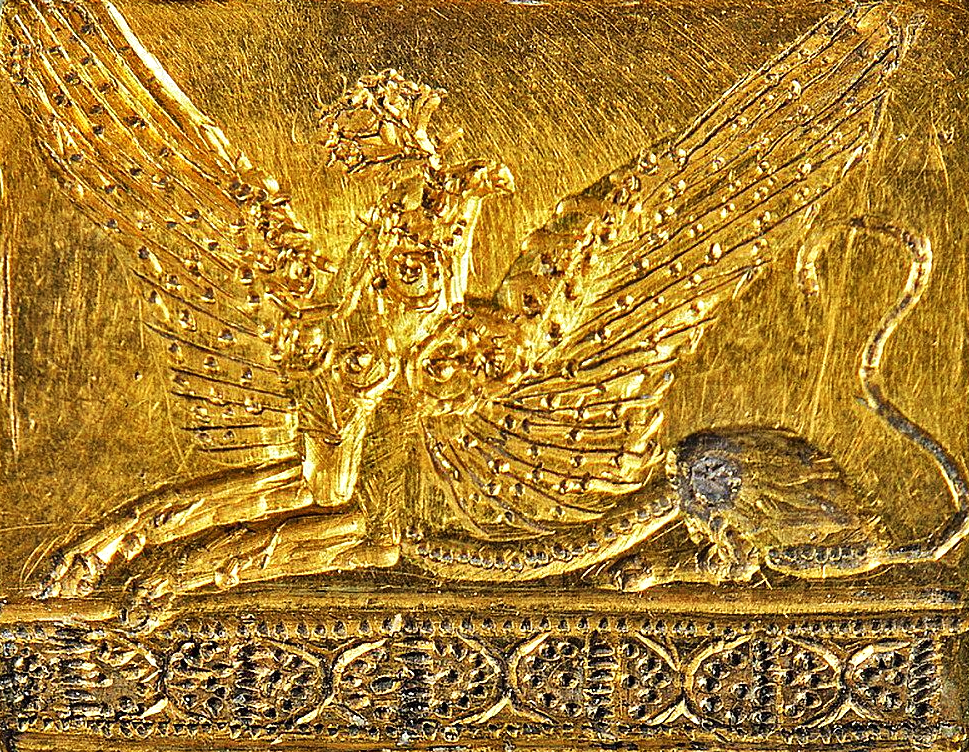
Griffon servant de sigle à la ville actuelle de Pylos : ce sceau a été retrouvé dans une tombe près de Pylos par Carl Blegen en 1963 (Musée National Archéologique d'Athènes).

La ville est particulièrement renommée pour la richesse de son histoire antique, médiévale et moderne. La région de Pylos est habitée dès le néolithique. Elle devient plus tard, au cours de l'Âge du bronze, un royaume important de la Grèce mycénienne, dont les vestiges archéologiques du palais de Nestor ont été retrouvés à proximité de Pylos. Le palais porte le nom de Nestor, en référence au roi légendaire de Pylos mentionné par Homère dans ses épopées l’Iliade et l'Odyssée. À l'époque classique, le site reste inhabité, mais devient le site de la bataille de Pylos en 425 av. J.-C., pendant la guerre du Péloponnèse relatée par l'historien Thucydide. Pylos est à peine mentionnée par la suite, jusqu'au XIIIe siècle, lorsqu'elle entre dans la principauté franque d'Achaïe, un état « latin ».
Elle est alors connue sous le nom français de Port-de-Jonc ou italien de Navarino (francisé en Navarin). Les Francs construisent le vieux-château (Paléokastro) de Navarin sur le site de l'acropole antique de Pylos dans les années 1280. La ville passe sous le contrôle de la république de Venise de 1417 à 1500, lorsqu'elle est conquise par l'Empire ottoman. Les Ottomans utilisent Pylos et sa baie comme base navale et construisent la forteresse du Nouveau Navarin (Néokastro) dans le sud de la baie, au voisinage de l'actuelle ville de Pylos. La zone reste sous contrôle ottoman, à l'exception d'une brève période de domination Vénitienne entre 1685 et 1715, puis d'une occupation Russe entre 1770 et 1771, jusqu'au déclenchement de la guerre d'indépendance grecque en 1821. Ibrahim Pacha d'Égypte la reprend aux insurgés grecs pour la rendre aux Ottomans en 1825, mais la défaite de la flotte turco-égyptienne lors de la célèbre bataille de Navarin de 1827, puis l'intervention des troupes françaises de l'expédition de Morée en 1828 contraint Ibrahim à se retirer définitivement du Péloponnèse, laissant ainsi la Grèce gagner son indépendance. Les troupes françaises du maréchal Maison construisent alors, à l’extérieur des murs du Néokastro, la ville actuelle de Pylos à partir de 1829.

## Histoire

### Néolithique
La région de Pylos a une longue histoire, qui va de pair avec celle du Péloponnèse. Son commencement se perd dans les profondeurs de la préhistoire, car elle est habitée dès le Néolithique, lorsque des populations venues d'Anatolie commencent à se diffuser dans les Balkans et en Grèce vers 6 500 ans av. J.-C., en apportant avec elles la pratique de l'agriculture et de l'élevage. Les fouilles ont montré une présence humaine continue dès le néolithique tardif (5 300 av. J.-C.) dans plusieurs sites de Pylie, dont en particulier ceux de Voïdokiliá et de la grotte de Nestor, où ont été retrouvés de nombreux ostraca ou fragments de céramiques peintes, noires et polies, ainsi que des poteries plus tardives, gravées et écrites. La période du Néolithique prend fin avec l'apparition de la métallurgie du bronze, à partir d'environ 3 000 ans av. J.-C.

### Civilisation mycénienne

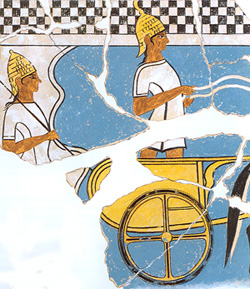
Guerriers sur un char. Fresque du palais de Nestor (période LHIIIB, vers 1300 av. J.-C.)

Au cours de l'Âge du bronze (3000–1000 av. J.-C.), se développe, en particulier dans le Péloponnèse, la civilisation Mycénienne. Pylos devient alors la capitale d'un des plus grands centres humains de cette civilisation et d'un royaume puissant, également connu sous le nom de royaume de Nestor, qui est mentionné plus tard par Homère dans son Iliade et son Odyssée, qui le caractérise notamment de « sablonneux » (ἠμαθόεις). L'État mycénien de Pylos (1600–1200 av. J.-C.) est divisé en deux grandes provinces, la Déwera koraïya autour de la ville de Pylos sur la côte, et la Péra koraïya autour de la ville de Réoukotoro. Il couvre une superficie de 2 000 kilomètres carrés et compte une population comprise entre 50 000 (selon les tablettes en linéaire B) et 80 000–120 000 habitants.
La Pylos homérique ne doit cependant pas être confondue avec la ville actuelle de Pylos, bien que la ville moderne actuelle consiste en un prolongement urbain continu de la ville antique. En effet, le centre urbain de la Pylos antique ne reste encore aujourd'hui que partiellement identifié. Les différents vestiges archéologiques de palais et d'infrastructures administratives et résidentielles retrouvés dans la région laissent penser actuellement aux chercheurs que la ville antique se serait développée sur une zone beaucoup plus étendue, celle de la Pylie en général. Le point de référence typique de la ville mycénienne reste le Palais de Nestor, mais de nombreux autres palais (comme ceux de Nichória et d'Iklaina), ou villages (comme celui de Málthi) de la période mycénienne ont été récemment mis au jour, qui furent rapidement subordonnés à Pylos. Son port et son acropole étaient vraisemblablement établis sur le promontoire Koryphasion (ou cap Coryphasium) commandant l'entrée nord de la baie, à 4 km au nord de la ville moderne et au sud du palais mycénien, mais il n'en subsiste pas de vestiges.

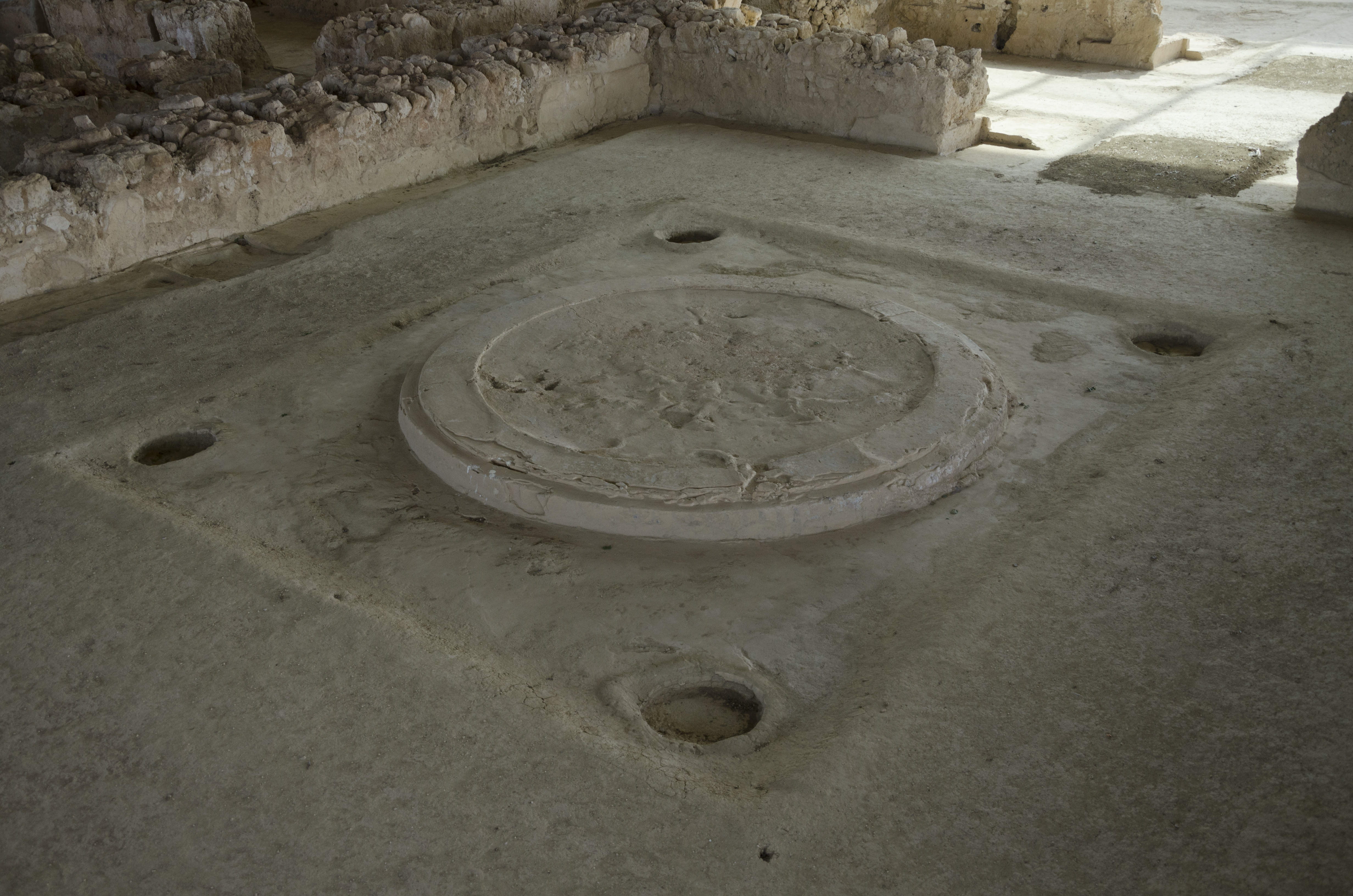
Foyer de la salle du trône du Palais de Nestor

La colline d’Ano Englianos, près du village de Chóra, à 17 kilomètres de la ville moderne de Pylos, abrite l'un des plus importants palais mycéniens de la Grèce, connu sous le nom de « Palais de Nestor ». Ce palais reste aujourd'hui en Grèce le palais le mieux conservé et l'un des plus importants de toute la civilisation mycénienne. Il est découvert en 1939 par archéologue américain Carl Blegen (1887–1971) de l'université de Cincinnati et de l'École américaine d'études classiques d'Athènes et par Konstantinos Kourouniotis (1872–1945) du service archéologique grec. Leurs fouilles sont interrompues par la Seconde Guerre mondiale, puis reprennent en 1952 sous la direction de Blegen jusqu'en 1966. Il met au jour de nombreux éléments architecturaux comme la salle du trône avec son foyer, une antichambre, des salles et des coursives toutes recouvertes de fresques d'inspiration minoenne, mais aussi des grands entrepôts, les murs externes du palais, des bains uniques, des galeries, et à 90 mètres a l’extérieur du palais, une tombe à tholos, ou chambre funéraire à coupole, parfaitement restaurée en 1957 (Tholos tomb IV).

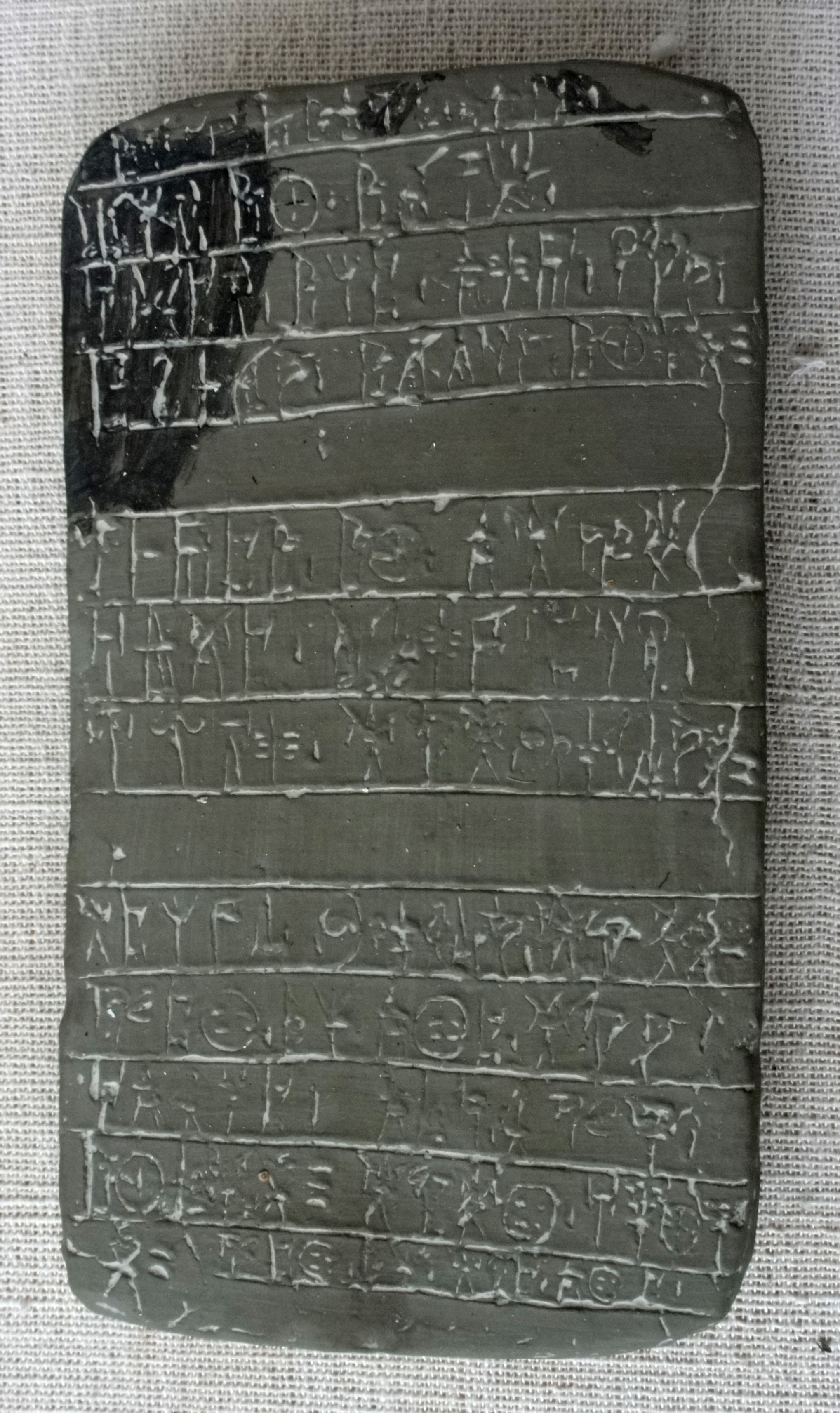
Tablette en argile avec ses inscriptions en linéaire B, découverte à Pylos (Musée archéologique de Chóra)

Blegen y trouve également, en plus des vestiges archéologiques du palais, de nombreuses inscriptions en linéaire B, un syllabaire utilisé pour l'écriture de la langue mycénienne entre 1425 et 1200 av. J.-C. Pylos est la plus grande source de ces tablettes en Grèce avec 1 087 fragments trouvés sur le site du palais de Nestor. À la suite de son déchiffrement en 1952 par Michael Ventris et John Chadwick, le mycénien se révèle être une forme archaïque du grec, le plus ancien dialecte grec connu, dont certains éléments ont survécu dans la langue d'Homère grâce à une longue tradition orale de poésie épique,. Ainsi, ces tablettes en argile, généralement utilisées à des fins administratives ou d'enregistrement des transactions économiques, démontrent clairement que le site était déjà appelé « Pylos » en grec mycénien :  (pu-ro). 

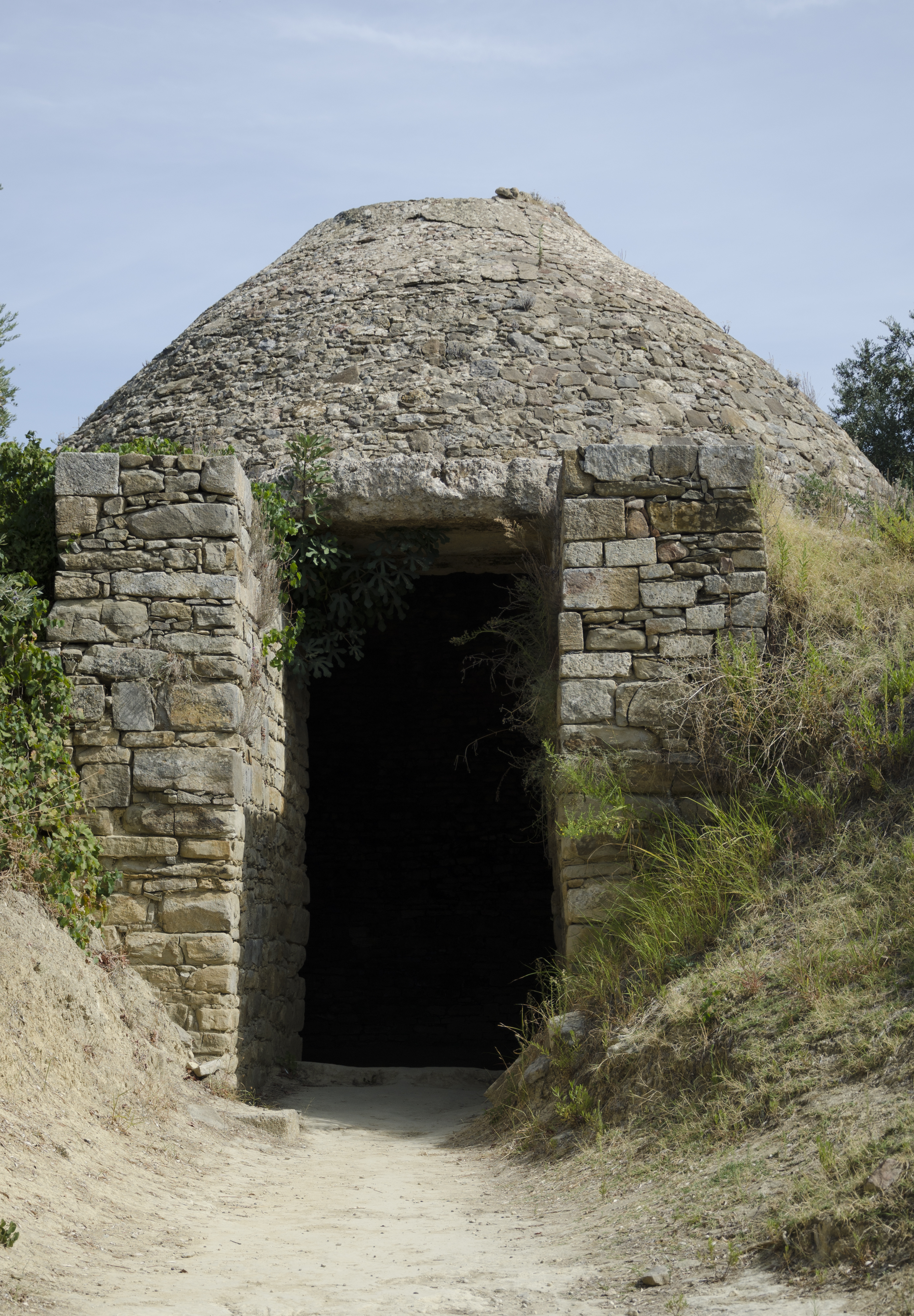
Tombe à tholos du Palais de Nestor (Tholos tomb IV)

En 2015, l’équipe de Sharon Stocker et de Jack L. Davis de l'université de Cincinnati et sous l’égide de l'École américaine d'études classiques d'Athènes, découvrent près de la tombe à tholos IV, une tombe à fosse (non-tholos, Shaft tomb) datée de l'Helladique récent IIA (LHIIA, 1600–1470 av. J.-C.), d'un individu de 30-35 ans et de 1,70 m appelé le « Guerrier Griffon » en raison de la créature mythologique, mi-aigle, mi-lion, gravée sur une plaque d'ivoire dans sa tombe. Celle-ci contient également une armure, des armes, un miroir et de nombreux bijoux à perles et en or, dont des chevalières en or d'une facture et d'une minutie exceptionnelles. Les chercheurs pensent qu'il pourrait s'agir de la tombe d'un wanax, un roi tribal, seigneur ou chef militaire dans les derniers temps mycéniens,. C'est dans cette tombe qu'est aussi trouvée l'Agate du combat de Pylos, un sceau de l'époque minoenne en agate représentant un guerrier engagé dans un combat corps à corps, daté d'environ 1450 avant notre ère,,,. En 2017, la même équipe découvre deux autres tombes à tholos exceptionnelles (Tholos tombs VI and VII). Bien que leur coupoles se soient effondrées, ils découvrent qu'elles étaient tapissées de feuilles d'or et y retrouvent une multitude d'artéfacts culturels et des bijoux délicats, dont un pendentif en or représentant la tête de la déesse égyptienne Hathor, qui montrent que Pylos avait des relations commerciales, auparavant inconnues, avec l'Égypte et le Proche-Orient vers 1500 avant notre ère,.
Pylos est le seul palais de l'époque à ne pas posséder de murailles ou de fortifications. Il est détruit par le feu aux alentours de 1180 av. J.-C, de nombreuses tablettes d'argile en linéaire B en portant clairement les stigmates,,. Ces archives, préservées par la chaleur de l'incendie qui a détruit le palais, mentionnent des préparatifs de défense précipités en raison d'une attaque imminente, sans donner cependant aucun détail sur la force d'attaque. Le site de la Pylos mycénienne semble ensuite abandonné au cours des siècles obscurs (1100–800 av. J.-C.). Plus tard, la région de Pylos, avec celle de l'ancienne Messène, est asservie par Sparte.

### Période classique
À l'Époque classique, le site de Pylos est mentionné par l'historien athénien Thucydide dans son ouvrage La Guerre du Péloponnèse écrit à la fin du Ve siècle av. J.-C. Dans le Livre IV (425-422), il décrit un épisode historique célèbre de la guerre du Péloponnèse qui se déroula en 425 av. J.-C. dans la baie de Pylos, sur l’îlot de Sphactérie, et qui opposait la ligue du Péloponnèse dirigée par Sparte, à la ligue de Délos menée par Athènes. Une partie de la flotte athénienne, dirigée par le stratège Démosthène, ayant installé et fortifié une garnison sur l’îlot, subit, au cours de la bataille de Pylos, les assauts des troupes spartiates qui voyaient remise en cause leur hégémonie sur le territoire de la Messénie. La flotte spartiate commandée par le général Brasidas, incapable d'enlever les fortifications aux Athéniens, fait débarquer une troupe de 440 hoplites sur Sphactérie. Les Athéniens, secourus par une flotte d'une cinquantaine de navires qui forcent le blocus de la baie de Pylos et anéantissent les navires spartiates, isolent alors totalement les hoplites spartiates restés sur Sphactérie. Incapables d'organiser une expédition de secours pour leurs troupes assiégées, les Spartiates demandent alors un armistice.
Le démagogue athénien Cléon fait échouer les négociations et rejoint Démosthène à Pylos. Les Athéniens débarquent à Sphactérie et se déroule alors la célèbre bataille de Sphactérie, étape importante de l’histoire militaire, puisqu’une troupe d’infanterie légère (athénienne) parvient à vaincre une phalange d’hoplites (spartiate). Encerclés et épuisés, les Spartiates capitulent. 292 hoplites sont faits prisonniers dont 120 homoioi. Ainsi, pour la première fois, des Spartiates préfèrent se rendre plutôt que de mourir. Cette bataille marque ainsi l'une des premières défaites militaires de l'histoire de Sparte.

### Moyen Âge et période ottomane

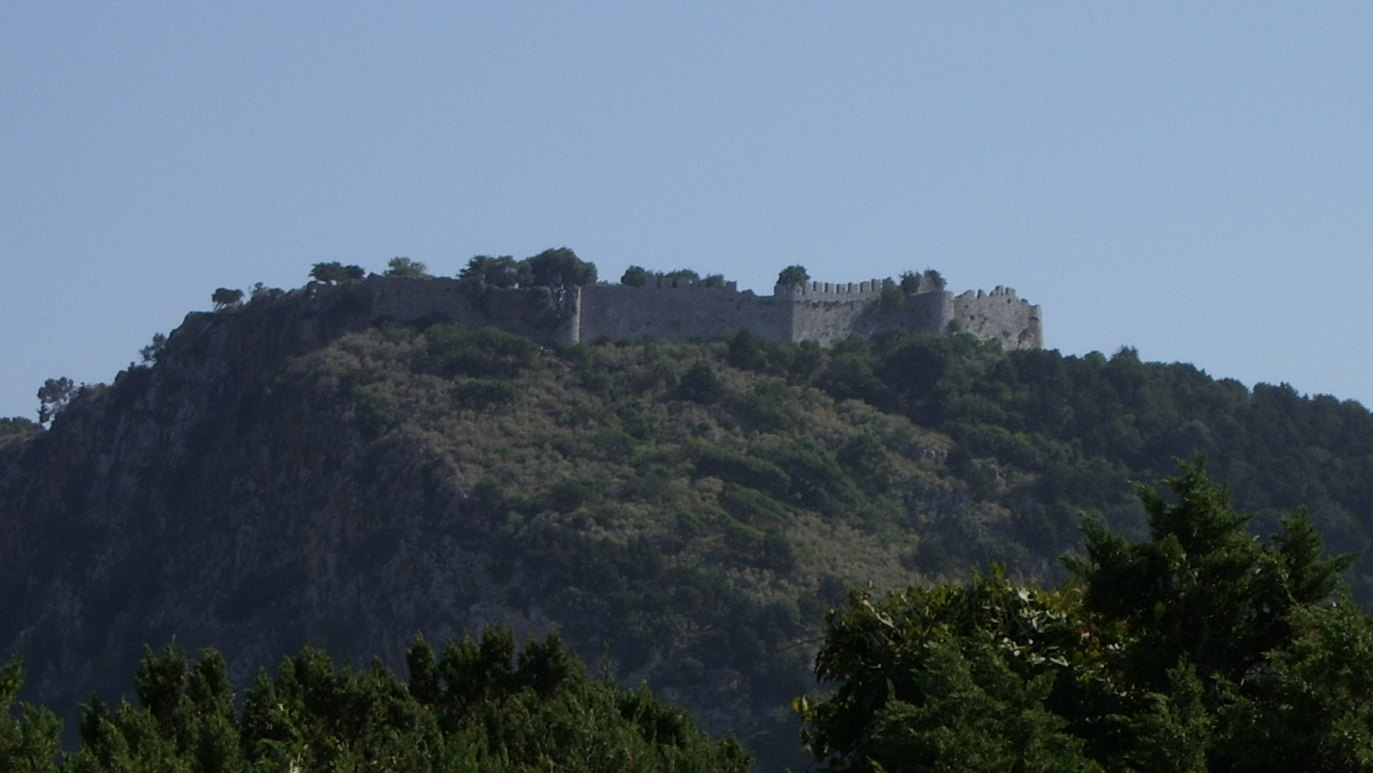
Le Paléokastro (Vieux-Château) de Pylos sur le promontoire du cap Coryphasium

On sait peu de choses sur Pylos sous l'Empire byzantin, à l'exception d'une mention de raids organisés par des Sarrasins crétois dans la région c. 872/873. Elle fit, en tout cas, partie du thème du Péloponnèse.
En 1204, après la quatrième croisade, Pýlos, selon une brève référence dans la Chronique de la Morée, fait partie de la principauté d'Achaïe, l'un des États latins d'Orient, puis n'est plus mentionnée jusque vers la fin du XIIIe siècle. Selon les versions française et grecque de la Chronique, Nicolas II de Saint-Omer, le seigneur « franc » de Thèbes, qui en 1281 a reçu de vastes terres en Messénie, érige une forteresse à Navarin. Le site est alors appelé Port-de-Jonc, Zonchio ou Avarinos/Navarin. Un château est construit sur le site de l'acropole antique (Koryphasion) : il portera par la suite le nom de Paléo Navarino (« Vieux-Navarin ») ou Paléokastro (« Vieux-Château »). Vers 1377, des Albanais s'installent dans la région, tandis qu'en 1381, des mercenaires navarrais, gascons et italiens y sont présents.
Dès les premières années du XVe siècle, la république de Venise s'intérsse stratégiquement à la forteresse de Navarin, dans la crainte que ses rivaux génois ne s'en emparent et ne l'utilisent ainsi comme base d'attaque contre ses avant-postes de Modon et de Coron. Ainsi, les Vénitiens s'emparèrent eux-mêmes de la forteresse en 1417 et, après de longues manœuvres diplomatiques, réussirent à légitimer leur nouvelle possession en 1423,.

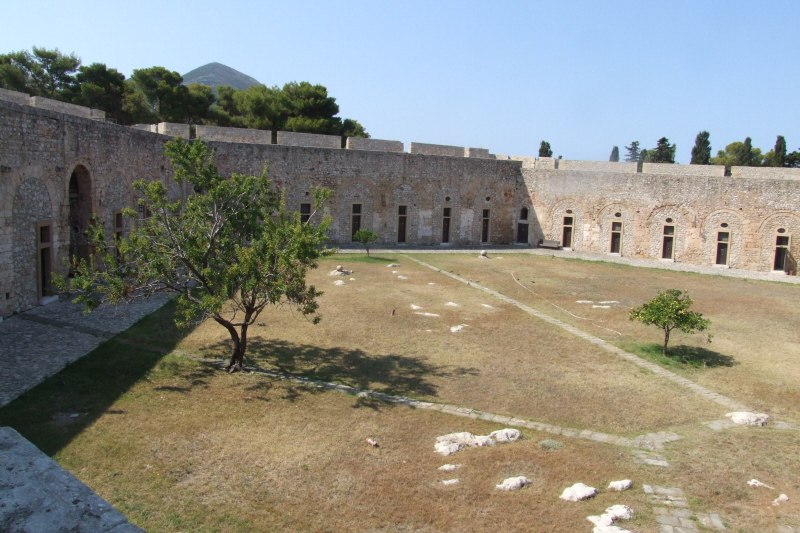
Le Néokastro (Nouveau-Château), construit par les Ottomans en 1573 sur les hauteurs de l'actuelle Pylos.

En 1423, Navarin, comme le reste du Péloponnèse, subit son premier raid ottoman, conduit par Turahan Bey, puis en subit un second en 1452. Le contrôle de Navarin par les Vénitiens subsiste après la première guerre vénéto-ottomane (1463-1479), mais non après la seconde (1499-1503) : les Vénitiens sont défaits à la bataille de Modon en août 1500, lors de laquelle la garnison de 3 000 hommes se rend, bien qu'approvisionnée pour un siège. Les Vénitiens reprennent la place de Navarin peu de temps après, le 3 décembre, mais le 20 mai 1501, une attaque terrestre et maritime conjointe ottomane conduite par Kemal Reis et Hadım Ali Pacha la reprend,. Une nouvelle forteresse (Néo-Navarino) est construite par les Turcs en 1573 après leur défaite à Lépante (1571) au sud de la rade, sur le site de la ville actuelle de Pylos, et l'ancienne forteresse franque est alors définitivement abandonnée.
En 1685, pendant les premières années de la guerre de Morée, les Vénitiens menés par Francesco Morosini envahissent le Péloponnèse et en prennent la majeure partie, dont les deux forteresses de Navarin. La péninsule sécurisée par les Vénitiens, Navarin devint un centre administratif dans le nouveau « Royaume de Morée » jusqu'en 1715, lorsque les Ottomans récupérèrent le Péloponnèse. Le recensement vénitien de 1689 donne une population de 1 413 habitants à Pýlos, et vingt ans plus tard, de 1 797 habitants.
Après la reconquête ottomane, Navarin devient le centre d'une kaza (division administrative) dans le sandjak (district) de Morée ottomane. Le 10 avril 1770, après un siège de six jours, la forteresse du Néo-Navarino se rend aux Russes lors de l'expédition d'Orloff. La garnison ottomane est autorisée à rejoindre la Crète, tandis que les Russes réparent la forteresse pour en faire leur base. Cependant, le 1er juin les Russes quittent Navarin et les Ottomans rentrent dans la forteresse qu'ils incendient et démolissent partiellement. La population grecque s'enfuit alors dans l'île de Sphactérie, où les mercenaires albanais des Ottomans massacrent la plupart d'entre eux.

### La Guerre d'indépendance grecque de 1821

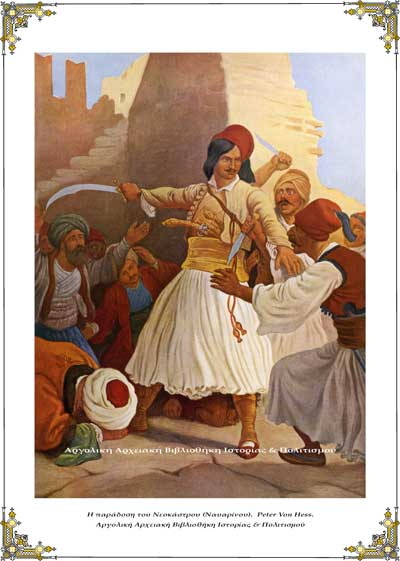
La prise du Néokastro par les révolutionnaires grecs (par Peter von Hess)

En 1821, les Grecs se révoltent contre l'occupation ottomane. Après le déclenchement de cette révolution grecque, ils remportent rapidement de nombreuses victoires et proclament leur indépendance le 1er janvier 1822. Navarin est elle-même assiégée par la population locale grecque le 29 mars 1821. La garnison ottomane, augmentée de la population locale musulmane de Kyparissia, tient le siège jusqu'à la première semaine d'août, puis est contrainte de capituler. Malgré leur promesse de sauf-conduit, les Grecs massacrent la garnison et la population civile qui s'y était réfugiée.
Les victoires grecques sont cependant de courte durée, en partie parce que les insurgés rapidement se déchirent entre factions rivales au cours de deux guerres civiles. Le sultan Mahmoud II appelle alors à l’aide son vassal égyptien Méhémet Ali qui dépêche en Grèce son fils Ibrahim Pacha avec une flotte de 8 000 puis de 25 000 hommes qui débarquent le 26 février 1825 à Modon. L’intervention d’Ibrahim est décisive : la région de Pylos tombe le 18 mai 1825 après les batailles de Sphactérie (8 mai 1825) et de Neokastro (11 mai 1825) ; le Péloponnèse est reconquis en 1825 ; le verrou de Missolonghi tombe en 1826 ; Athènes est prise en 1827. Il ne reste plus alors à la Grèce que Nauplie, Hydra, Spetses et Égine.

### La bataille navale de Navarin (20 octobre 1827)

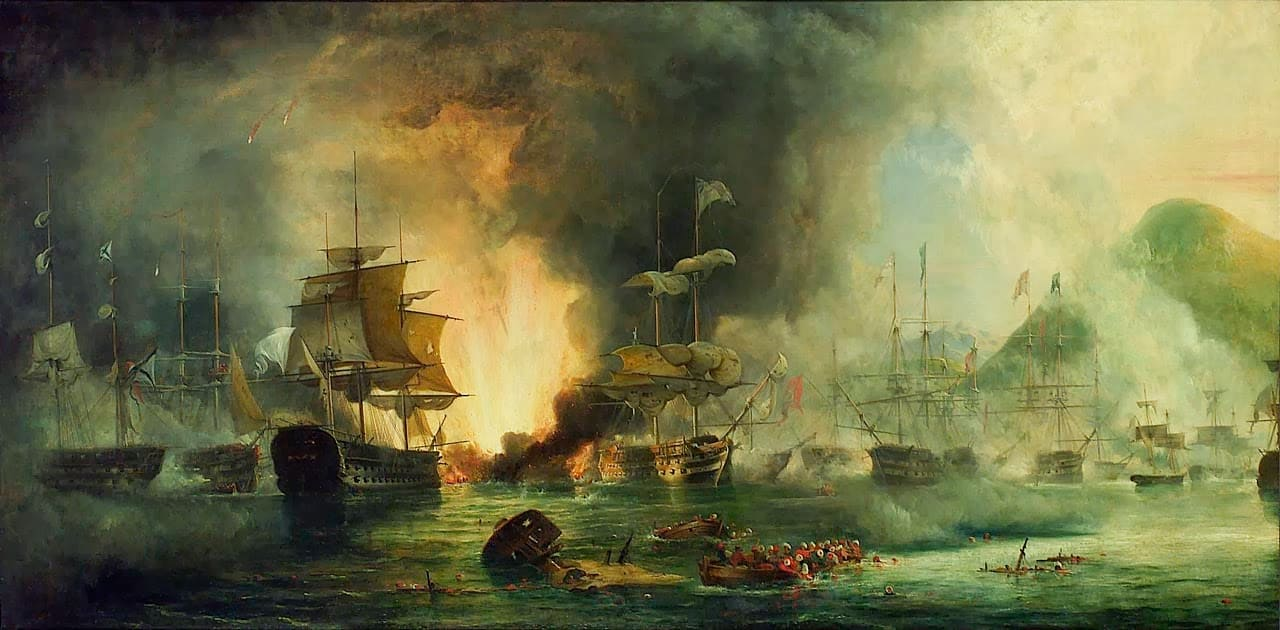
La Bataille de Navarin, le 20 octobre 1827, au cours de laquelle les forces navales alliées (Grande-Bretagne, France et Russie) détruisent totalement de la flotte turco-égyptienne

Un fort courant d’opinion philhellène se développe alors en Occident, surtout après la chute héroïque en 1826 de Missolonghi, où le poète Lord Byron avait trouvé la mort en 1824. De nombreux artistes et intellectuels comme Chateaubriand, Victor Hugo, Alexandre Pouchkine, Gioachino Rossini, Hector Berlioz ou Eugène Delacroix (dans ses tableaux des Scènes des massacres de Scio en 1824, et de la Grèce sur les ruines de Missolonghi en 1826), amplifient le courant de sympathie pour la cause grecque dans l'opinion publique. Il est alors décidé d’intervenir en faveur de la Grèce. Par le traité de Londres du 6 juillet 1827, la France, la Russie et le Royaume-Uni reconnaissent l’autonomie de la Grèce qui devait cependant rester vassale de l’Empire ottoman. Les trois puissances se mettent d’accord pour une intervention limitée afin de convaincre la Porte d’accepter les termes du traité. Une expédition navale de démonstration est alors suggérée et adoptée. Une flotte conjointe britannique, française et russe de 27 navires de guerre est envoyée pour exercer une pression diplomatique sur Constantinople. Elle comporte douze navires britanniques (pour 456 canons), sept navires français (352 canons) et huit navires russes (490 canons) formant au total une puissance de feu de près de 1 300 canons. La bataille navale de Navarin, livrée le 20 octobre 1827, entraîne la destruction totale de la flotte turco-égyptienne (autour de 60 navires détruits),. Le célèbre écrivain français Eugène Sue participe à la bataille, dont il publie le récit plus tard en 1842.
Sur la place centrale de Pylos se trouve aujourd'hui un monument commémoratif en forme d'obélisque dédié à la victoire des flottes alliées et de leurs trois amiraux, le britannique Edward Codrington, le français Henri de Rigny et le russe Lodewijk van Heiden. Il est l'œuvre du sculpteur grec Thomás Thomópoulos (1873–1937) et a été dévoilé en 1930, bien qu'il n'ait été achevé qu'en 1933.

### La libération de Pylos (le 6 octobre 1828) et la construction de la nouvelle ville

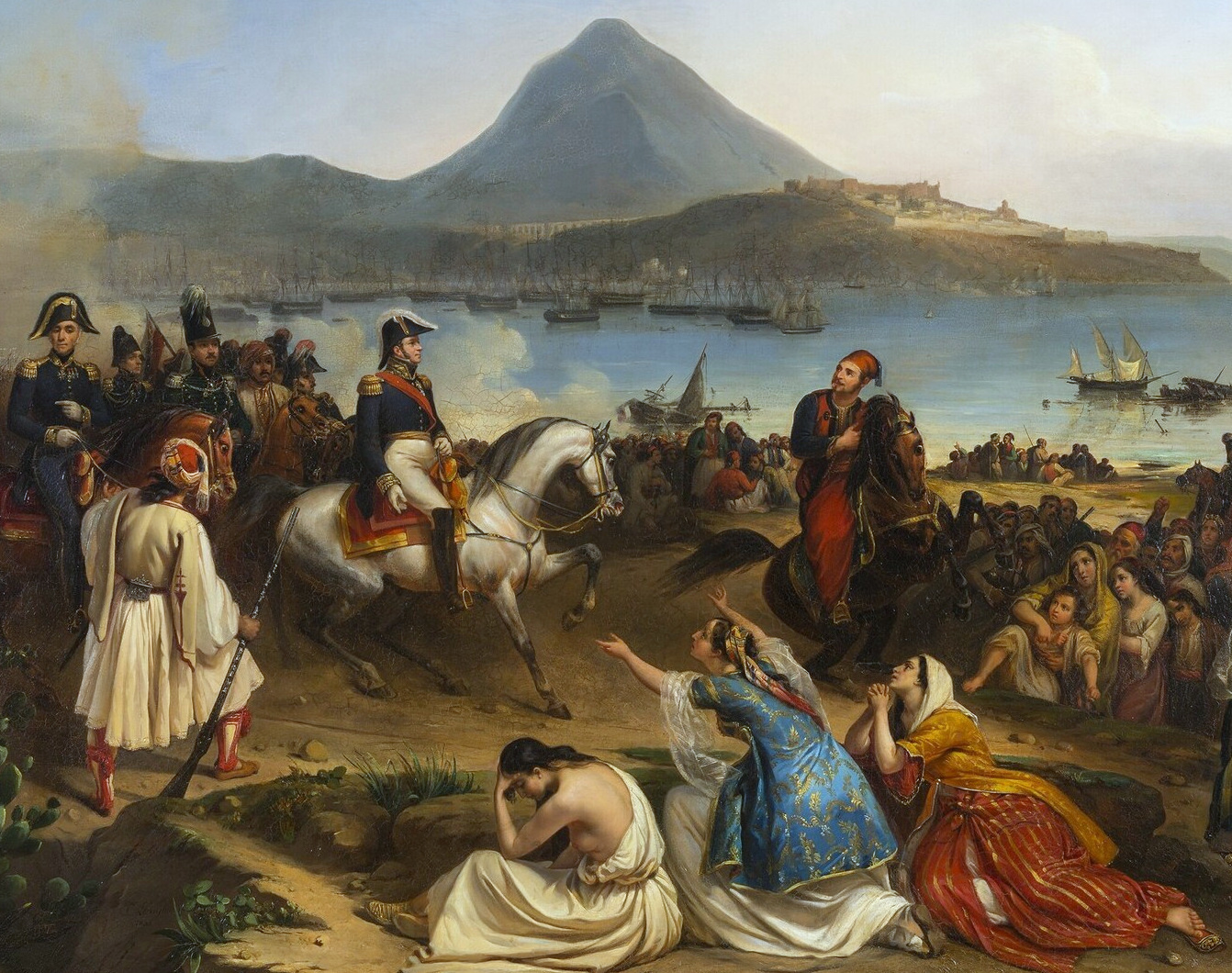
Entrevue du maréchal Maison et d'Ibrahim Pacha en 1828 à Navarin (par Jean-Charles Langlois).

Le 6 octobre 1828, Pylos est définitivement libérée des troupes turco-égyptiennes d'Ibrahim Pacha par les troupes françaises de l’expédition de Morée conduites par le maréchal Nicolas-Joseph Maison. La mission de ce corps expéditionnaire de 15 000 hommes, envoyé par Charles X dans le Péloponnèse entre 1828 et 1833, visait à mettre en œuvre le traité de Londres de 1827, accord en vertu duquel les Grecs auraient droit à un État indépendant. Les troupes françaises libèrent ainsi les villes de Navarin (Pylos), de Modon (Methóni), de Coron (Koróni) et de Patras au mois d'octobre 1828.
La ville actuelle de Pylos est alors construite à partir du printemps 1829 à l’extérieur des murs de la forteresse du Néo-Navarino, sur le modèle des bastides du sud-ouest de la France et des villes des Îles Ioniennes (qui partagent des éléments communs, comme une place centrale d'allure géométrique bordée par des galeries en arcades ou couverts comme à Pylos). Le plan d'urbanisme de Pylos est en effet conçu par le lieutenant-colonel du génie de l’expédition de Morée originaire du Tarn, Joseph-Victor Audoy. Ce plan est approuvé par le gouverneur de la Grèce indépendante Ioánnis Kapodístrias le 15 janvier 1831, ce qui en fait donc le deuxième plan d'urbanisme (après celui de Methóni) de l'histoire de l'État grec moderne. Les fortifications du Néokastro sont relevées, une caserne est construite (le « bâtiment du général Maison » dans laquelle se trouve aujourd'hui le Musée archéologique de Pylos), de nombreuses améliorations sont apportées à la ville (école, hôpital, église, service de poste, boutiques, ponts, places, fontaines, jardins, etc.), l'ancien aqueduc ottoman, tombé en ruines jusqu'en 1828, est réhabilité (il servira jusqu'en 1907), et la route entre Navarin et Modon, la première de la Grèce indépendante (et toujours utilisée de nos jours), est également construite par les ingénieurs français.
Une partie de l’expédition de Morée comprend également 19 scientifiques, de la « Mission scientifique de Morée, », dont les travaux se révèlent essentiels pour le développement en cours du nouvel État grec et, plus largement, marquent une étape majeure dans l’histoire de l’archéologie, de la cartographie et des sciences naturelles, ainsi que dans l’étude générale de la Grèce. Selon un de leurs recensements de la province de Navarin en 1829, elle compte au total 1 596 habitants. Certains marchands français et quelques officiers français de l’expédition, restés avec leurs familles après le retour des troupes en France en 1833, s'installent dans un quartier du nord de la ville, près d'une église catholique aujourd'hui disparue. Ce quartier est encore de nos jours surnommé « Francomahalás » (en grec: Φραγκομαχαλάς, de l'arabe: محلة (mahallah), quartier) ou « Francoklisá » (en grec: Φραγκοκλησά, église des français). Les Français avaient toujours eu un intérêt particulier pour la ville, et à cette époque, certains des plus grands écrivains français écrivent des textes spécifiquement dédiés à Navarin, tels que François-René de Chateaubriand en 1806, Eugène Sue et Victor Hugo en 1827, Edgar Quinet en 1830 et Alphonse de Lamartine en 1832.
En 1833, après le départ des français, le nom de « Pylos » (en référence à la ville antique du roi Nestor) est donné à la ville neuve de Navarin par arrêté royal du roi nouvellement installé, Othon Ier de Grèce.

### AuXXesiècle
La forteresse de Pylos fut transformée en lieu de déportation des opposants politiques lors de la dictature de Métaxas entre 1936 et 1941. Administrativement, Pylos était le siège de la Commune de Pylos entre 1912 et 1946, puis devient le siège du Dème de Pylos entre 1946 et 2010. Depuis la réforme de 2011, Pylos est le siège de la nouvelle Municipalité de Pylos - Nestor.

## Géographie

### Site
La ville de Pylos se site au pied d'un promontoire qui prolonge le mont Aghios Nikolaos (482 m) portant la forteresse. Elle est située à l'extrémité sud-ouest du Péloponnèse, sur la côte ionienne. C'est un important centre d'expédition et, au cours des dernières années, il a connu un important développement touristique, exploitant son magnifique littoral. Du point de vue de la sécurité, en raison de l'île de Sphactérie (Sfaktiría), une île à paroi étroite qui bloque la baie de Navarin et sert de brise-lames naturelle, le port de Pylos est considéré comme l'un des ancrages les plus sûrs.

### Communication
Pylos possède d'excellentes routes et toutes les commodités de communication d'une ville moderne. La route nationale 82 part du centre de Pylos et relie directement Kalamata en mois d'une heure. De Kalamata, l'autoroute met Athènes à deux heures de route. L’aéroport international de Kalamata (KLX, aéroport Capitaine Vassilis C. Constantakopoulos), en pleine expansion, offre de nombreux vols réguliers pour les grandes villes de Grèce et de nombreux vols charter au cours de la saison touristique pour de nombreuses destinations internationales.

### Population
Selon le dernier recensement de la population réalisé en 2011, la population de la municipalité (dème) de Pylos-Nestor s’élève à 21 077 habitants. L'unité municipale de Pylos compte 5 287 habitants, tandis que Pylos intra-muros compte 2 345 habitants, ce qui en fait la septième ville la plus peuplée de la Messénie, après la capitale Kalamata (54 100), Messíni (6 065), Filiatrá (5 969), Kyparissía (5 131), Gargaliáni (5 007) et Chóra (3 454).
| Année de recensement | Nombre d'habitants |
| -------------------- | ------------------ |
| 1689                 | 101                |
| 1844                 | 971                |
| 1851                 | 924                |
| 1861                 | 1 236              |
| 1879                 | 1 462              |
| 1889                 | 2 168              |
| 1896                 | 2 118              |
| 1907                 | 2 100              |
| 1920                 | 2 026              |
| 1928                 | 2 315              |
| 1940                 | 2 750              |
| 1951                 | 2 611              |
| 1961                 | 2 434              |
| 1971                 | 2 258              |
| 1981                 | 2 107              |
| 1991                 | 2 014              |
| 2001                 | 2 104              |
| 2011                 | 2 345              |

## Patrimoine

### Les châteaux de Navarin

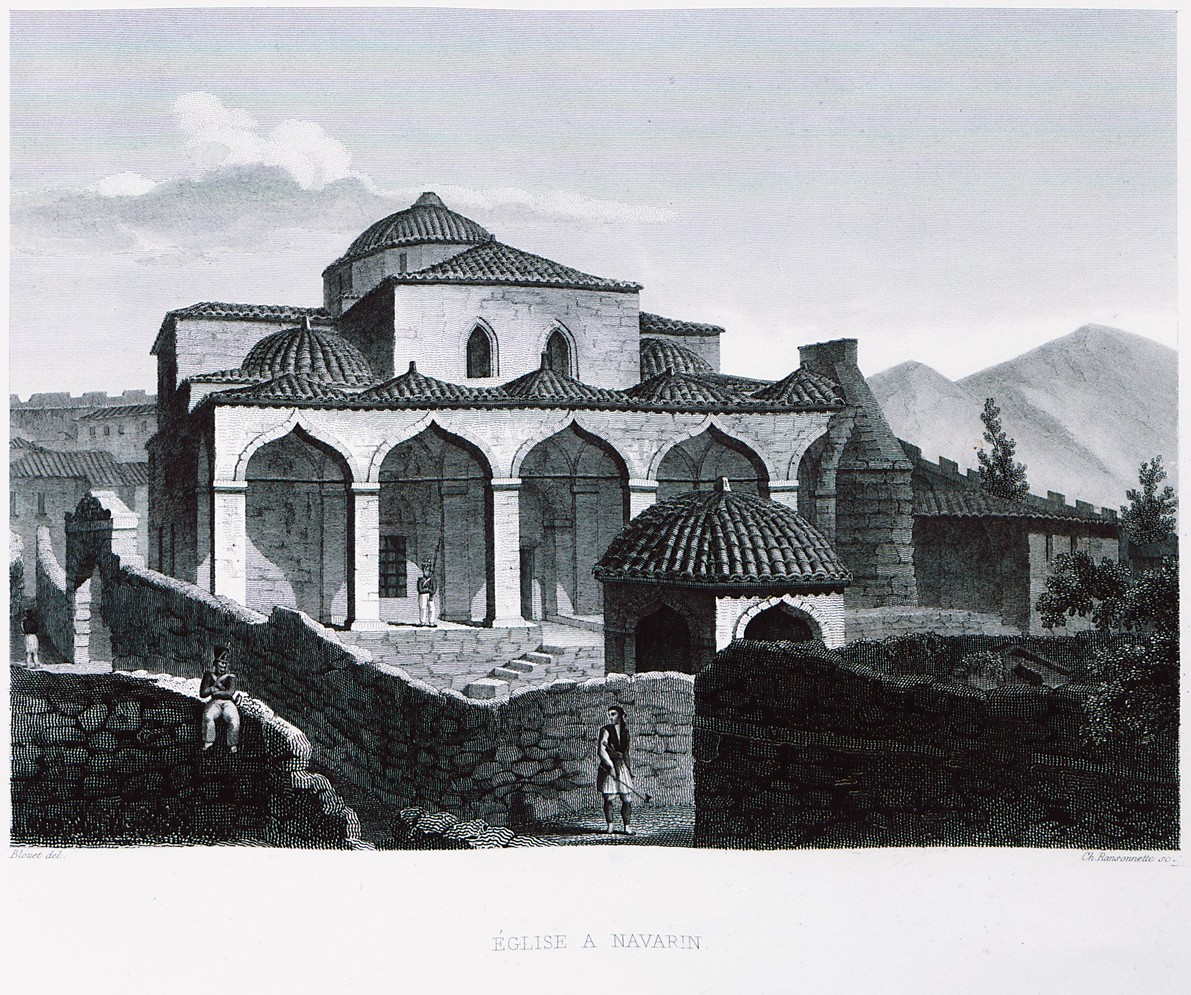
L'Église de la Transfiguration du Sauveur du Néokastro de Pylos gravée par Abel Blouet en 1831, lors de l’expédition de Morée.

La ville de Pylos possède deux châteaux (Kastra) : le Paléokastro (vieux-château) franc et le Néokastro (nouveau-château) ottoman. Le premier se situe au nord-ouest de la baie de Navarin et au nord de l'île de Sphactérie, tandis que le second se trouve au sud-ouest de la baie, sur les hauteurs de la ville de Pylos. Le Paléokastro, situé sur le sommet du promontoire du cap Koryphasion (promontoire en continuité géologique avec de l'île de Sphactérie dont il n'est séparé que par l’étroite passe de Sykiá), est construit sur le site de l'acropole antique de Pylos. Il offre une vue panoramique remarquable sur les alentours, s’étendant de la mer Ionienne à la plaine de Pylie. En contrebas se trouve la grotte de Nestor, dans laquelle, selon la mythologie, le roi de Pylos faisait paître ses bœufs, et la baie de Voïdokiliá, dont la plage est régulièrement classée parmi les plus belles du monde. Elle borde la lagune de Giálova (ou lac d'Osman-aga), située à l'est et la baie de Navarin au sud. Cependant, l'accès au Paléokastro peut présenter des risques concernant la sécurité des visiteurs, en raison de sa grande détérioration. En revanche, le Néokastro, qui est en meilleur état de conservation, présente une vue remarquable sur l'île de Sphactérie, sur la baie de Navarin dont il contrôlait l’entrée, ainsi que sur le port et la ville de Pylos. Il est toujours à l'heure actuelle l'une des forteresses les mieux conservées de Grèce. Il renferme en ses murs l'église de la Transfiguration du Sauveur, une mosquée transformée plus tard en église chrétienne. Cette église, l'une des plus belles et des mieux conservée de Grèce, a été reproduite dans une gravure d'Abel Blouet, le directeur de la section d'architecture de l'expédition de Morée en 1831. Dans la pinède du Néokastro se trouve également l'ancienne caserne construite par les troupes françaises de l’expédition, le « bâtiment du général Maison », qui abrite aujourd'hui le nouveau musée archéologique de Pylos.

### L'aqueduc de Navarin

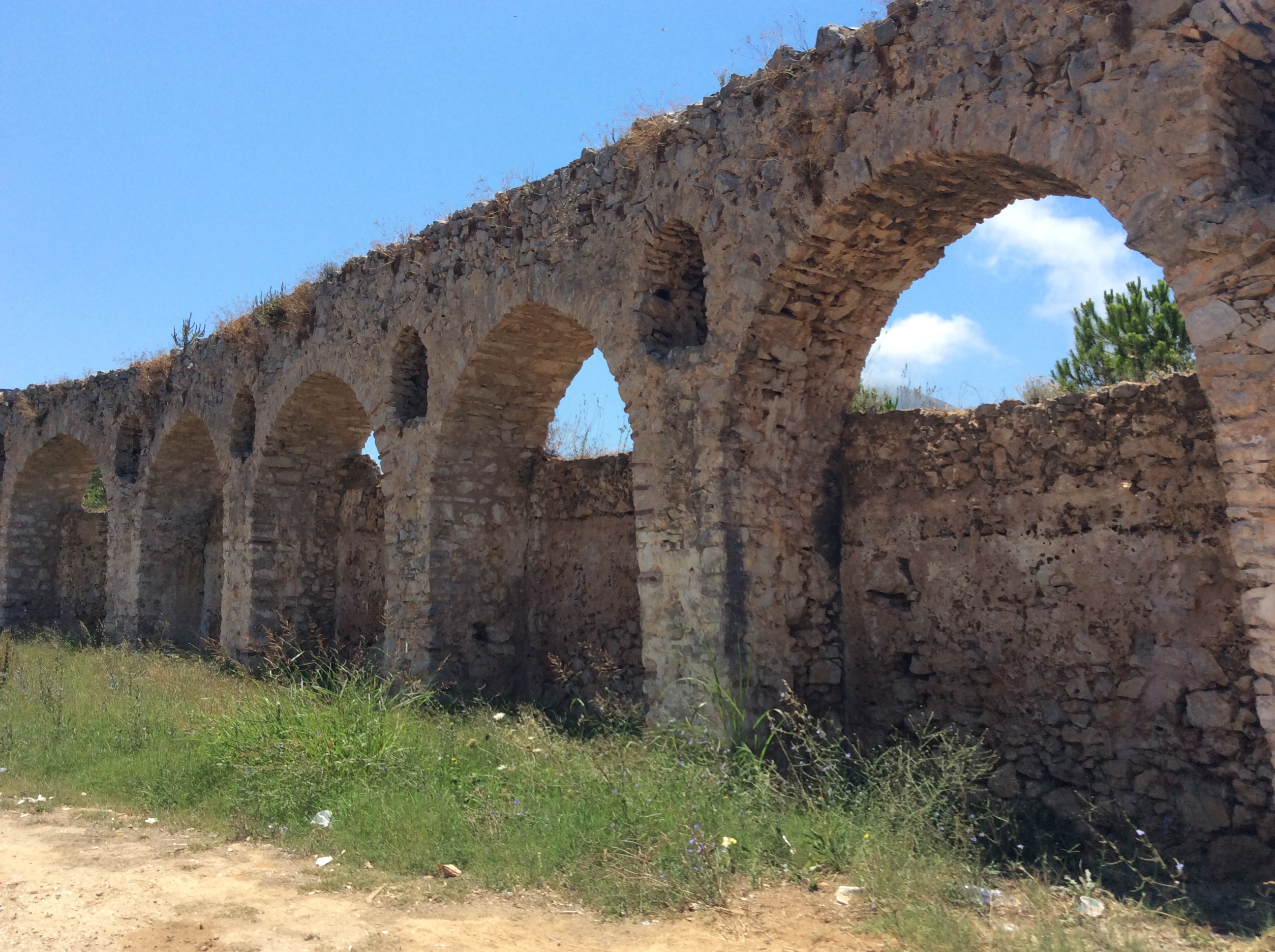
Ancien aqueduc ottoman de Navarin

Au sud de la ville de Pylos, sur la route de Methóni, se trouve l'ancien aqueduc de Navarin, construit au XVIe siècle par les Ottomans afin de répondre aux besoins d'approvisionnement en eau du Néokastro. Composé par deux systèmes hydrauliques, il conduisait les eaux depuis les prises d'eau du plateau de Koubmeh (situé près de la ville de Chandrinoú à environ 15 kilomètres au nord-est de Pylos sur la route de Kalamata) et de Paléo Nero, (situé près du village de Palaiónero). Les deux systèmes s'associaient en un système unique que l'on peut encore observer de nos jours aux abords de Pylos dans le quartier de Kamáres. Ensuite, grâce à un conduit souterrain de l'aqueduc, les eaux pénétraient à l’intérieur de la forteresse pour y alimenter les fontaines du Néokastro,. Tombé en ruines jusqu'en 1828, il est réhabilité en 1832 par les ingénieurs français du génie de l’expédition de Morée, et servira pour approvisionner Pylos en eau jusqu'en 1907.

### Le centre-ville de Pylos

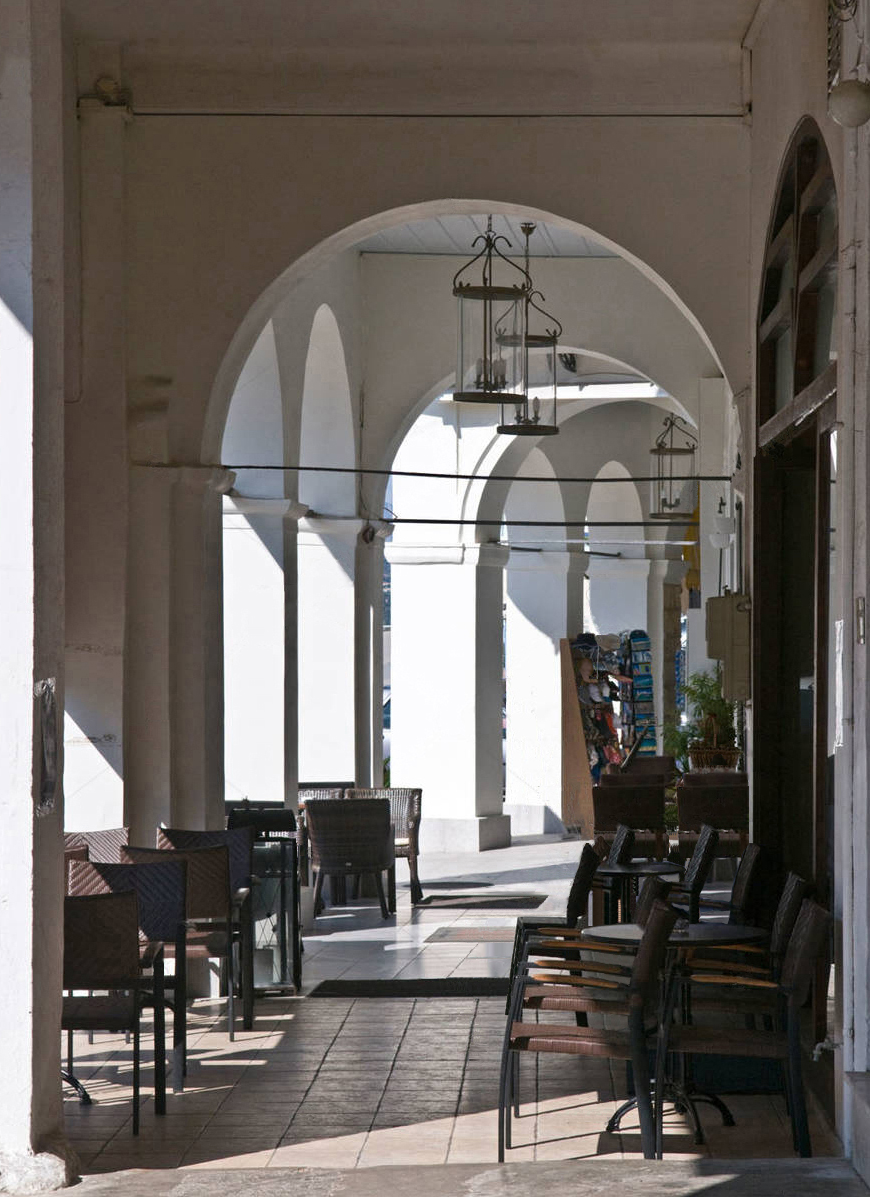
Les galeries en arcades des bâtiments entourant la place centrale des Trois Amiraux de Pylos

Adossée à deux collines dont l'une est surplombée par la forteresse du Néokastro, la ville de Pylos est s'ouvre en amphithéâtre sur la majestueuse baie de Navarin, amphithéâtre dont le proscenium serait la place centrale de la ville et la scène, son port et la mer. En plus des maisons modernes, Pylos possède encore de nombreuses maisons anciennes du XIXe siècle qui ont été parfaitement préservées. Celles-ci sont bâties en pierre, à l'architecture typiquement messénienne et entourées par des cours et jardins spacieux. Elles sont construites principalement entre des rues étroites, généralement symétriques, et suivant le plan d'urbanisme original établi par les ingénieurs français du génie (de l’expédition de Morée) au début du XIXe siècle. Beaucoup de rues ont conservé leur pavement en pierre d'origine et plusieurs d'entre elles, celles qui sont adossées aux collines, sont piétonnes et comportent des marches.
Près du front de mer se trouve la place principale de la ville, la place des Trois Amiraux, entourée par des bâtiments dont le rez-de-chaussée abrite, le plus souvent sous des galeries en arcades, des marchés, des boulangeries, des commerces et des cafés traditionnels. Le bord de mer, au nord-ouest de la ville, suit une rue récemment piétonnisée qui mène les promeneurs de la place centrale au port moderne, en passant par le quartier de Francomahalás. Dans cette rue, alignée le long du vieux-port, se trouvent plusieurs tavernes à poissons traditionnelles. Le port est dominé par la mairie de Pylos. À côté d'elle se trouve une magnifique maison ancienne de deux étages, récemment rénovée, celle du champion olympique Kostís Tsiklitíras, dans laquelle a été installé un musée regroupant une collection de tableaux, gravures et documents anciens réunis par l'historien et écrivain français René Puaux (1878–1936). Un peu plus loin, toujours en suivant le bord de mer, se trouve le bâtiment historique du Collège de Pylos qui fut fondé en septembre 1921 par arrêté royal et bâti en 1924. Après la cessation de ses activités en 1987, le bâtiment a abrité jusqu'à très récemment l'Institut d'astrophysique physique « Nestor » de l'Observatoire national de Grèce. L'institut est en effet chargé du projet de recherche international NESTOR et de son télescope sous-marin à neutrinos, qui est installé à plus de 4 000 mètres de profondeur, dans la fosse marine la plus profonde de la mer Méditerranée qui se situe à 31 km au large de Pylos. En septembre 1992, le bâtiment historique du Collège de Pylos a été classé par le ministère de la Culture Monument Historique Préservé et abritera à l'avenir la bibliothèque et la galerie de la municipalité de Pylos.
La ville possède également des succursales bancaires, un bureau de poste, diverses cliniques, un centre de santé, une caserne de pompiers, une école de voile, des crèches, des écoles primaires, un collège, un lycée et un conservatoire de musique. La ville abrite aussi plusieurs associations culturelles et de développement.

### La place centrale des trois amiraux

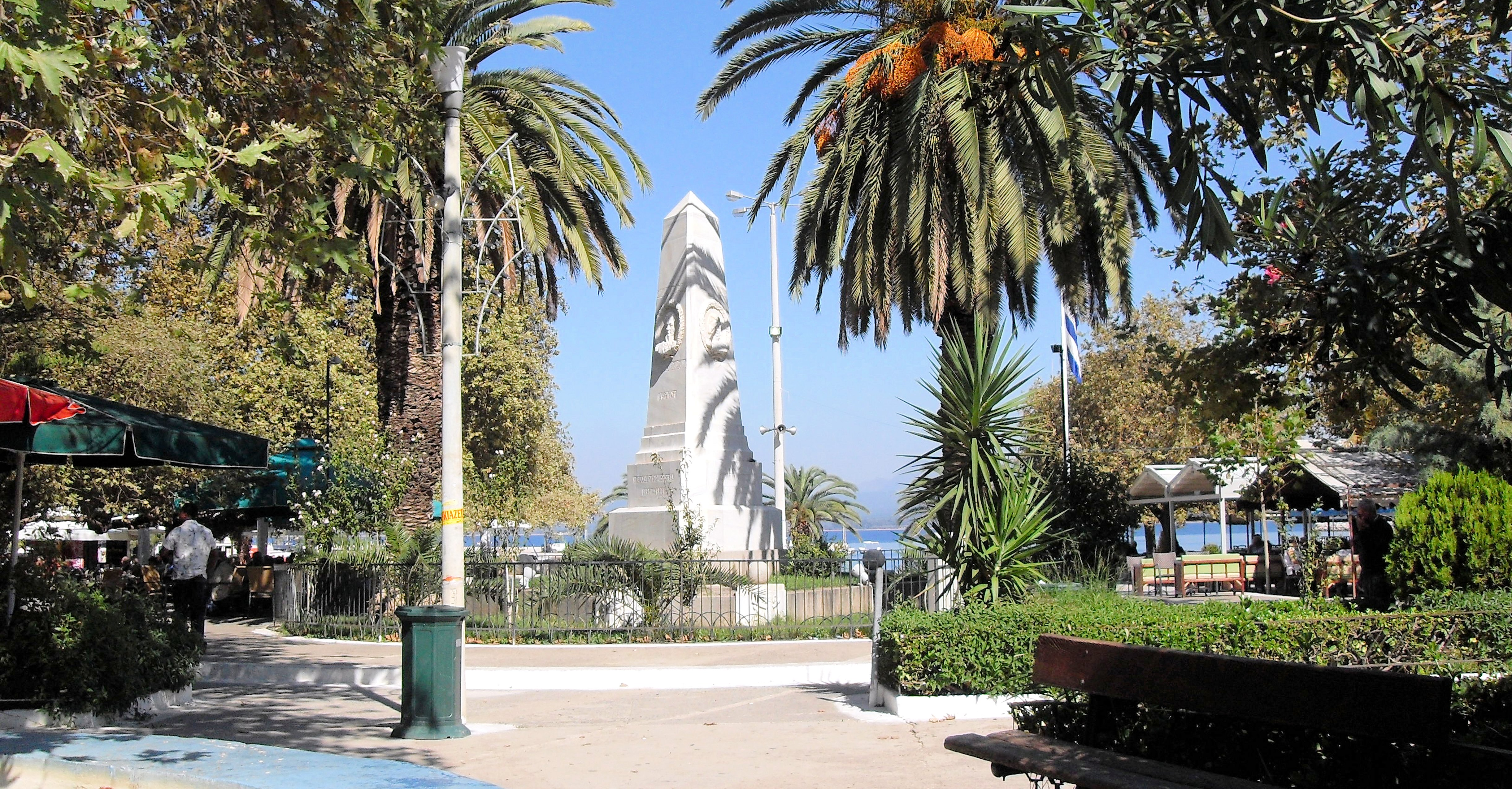
Monument commémoratif dédié à la bataille de Navarin, sur la place centrale de Pylos.

Construite par les troupes françaises du génie de l’expédition de Morée en 1829, la place centrale de Pylos se remarque immédiatement par son schéma géométrique triangulaire caractéristique, dont l'un des côtés ouvre la place théâtralement sur la mer et le port de Pylos et dont les deux autres côtés sont bordés par des galeries en arcades ou couverts rappelant l'architecture les places centrales des bastides du sud-ouest de la France et celles des villes des îles Ioniennes (comme à Corfou). Ces galeries abritent de nombreux petits marchés et commerces, ainsi que des cafés et restaurants traditionnels ou plus modernes. Leurs terrasses s’étendent pour la plupart sur la place elle-même, qu'ombragent plusieurs platanes centenaires. Au centre, entouré par deux majestueux Phoenix, se trouve un monument commémoratif de la bataille de Navarin, en forme d'obélisque et dédié à la victoire des flottes alliées et de leurs trois amiraux, le britannique Edward Codrington, le français Henri de Rigny et le russe Lodewijk van Heiden.

### Les églises
Sur le versant Est de la colline de Pylos se trouve l’Église de l'Assomption de la Vierge Marie (Ierós Naós tis Kimíseos tis Theotókou), tandis qu'à l'Ouest, à l'intérieur du Néokastro, se trouve l'ancienne Église de la Transfiguration du Sauveur (Ierós Naós tis Metamórphosis tou Sotíros), qui toutes deux appartiennent au Diocèse de Messénie. L’Église de la Transfiguration n'organise quasiment plus d'activités religieuses (elle a été convertie en musée et en centre d'exposition), tandis que celle de l'Assomption rassemble toujours de nombreux fidèles lors de ses offices réguliers, et particulièrement lors des fêtes de Pâques et de la Vierge Myrtiodiótissa (la vierge aux myrtes, à laquelle l'église est consacrée) qui attirent de nombreux touristes venus d’Athènes ou de l’étranger pour assister aux processions organisées dans le centre de la ville.

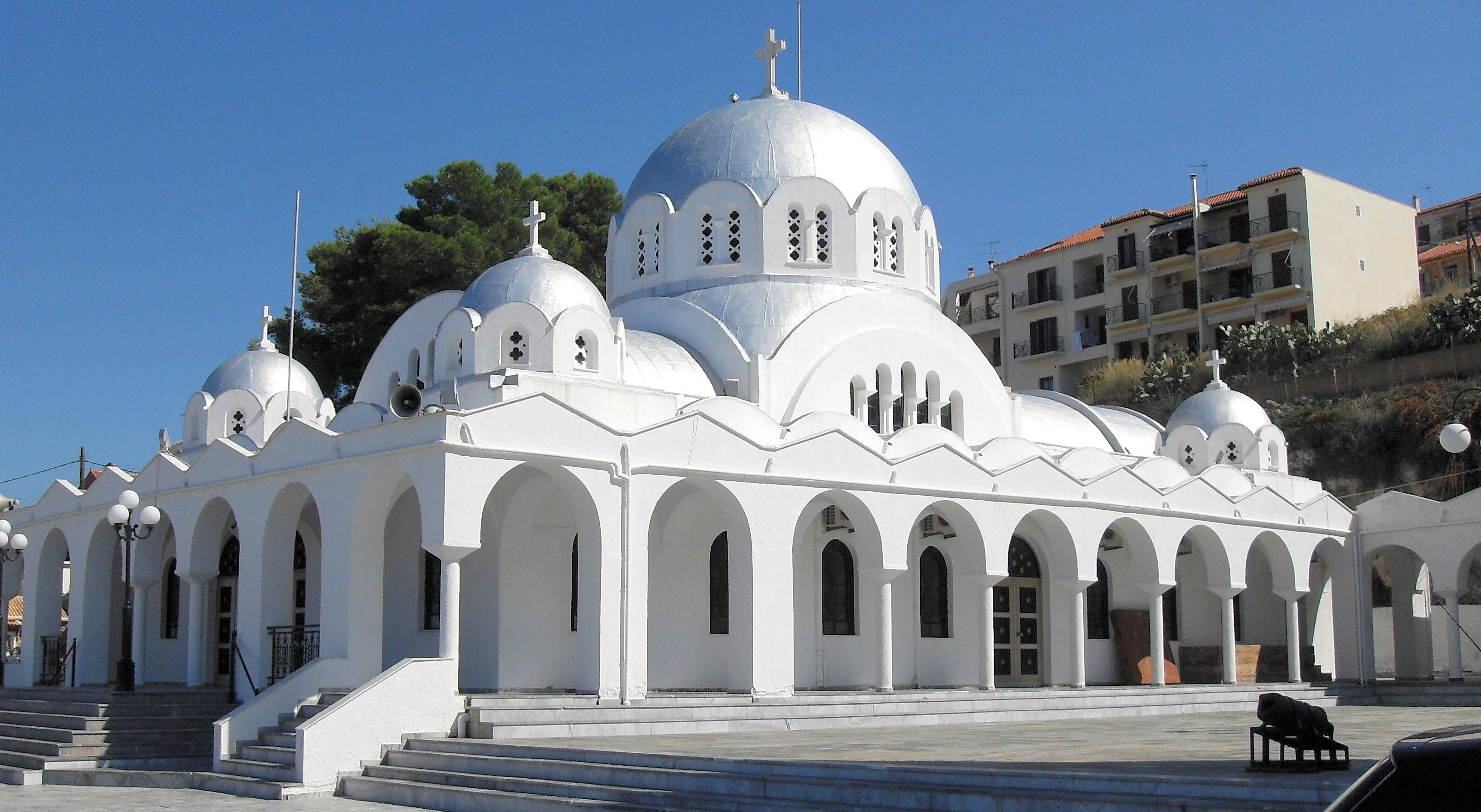
Église de l'Assomption de la Vierge Marie
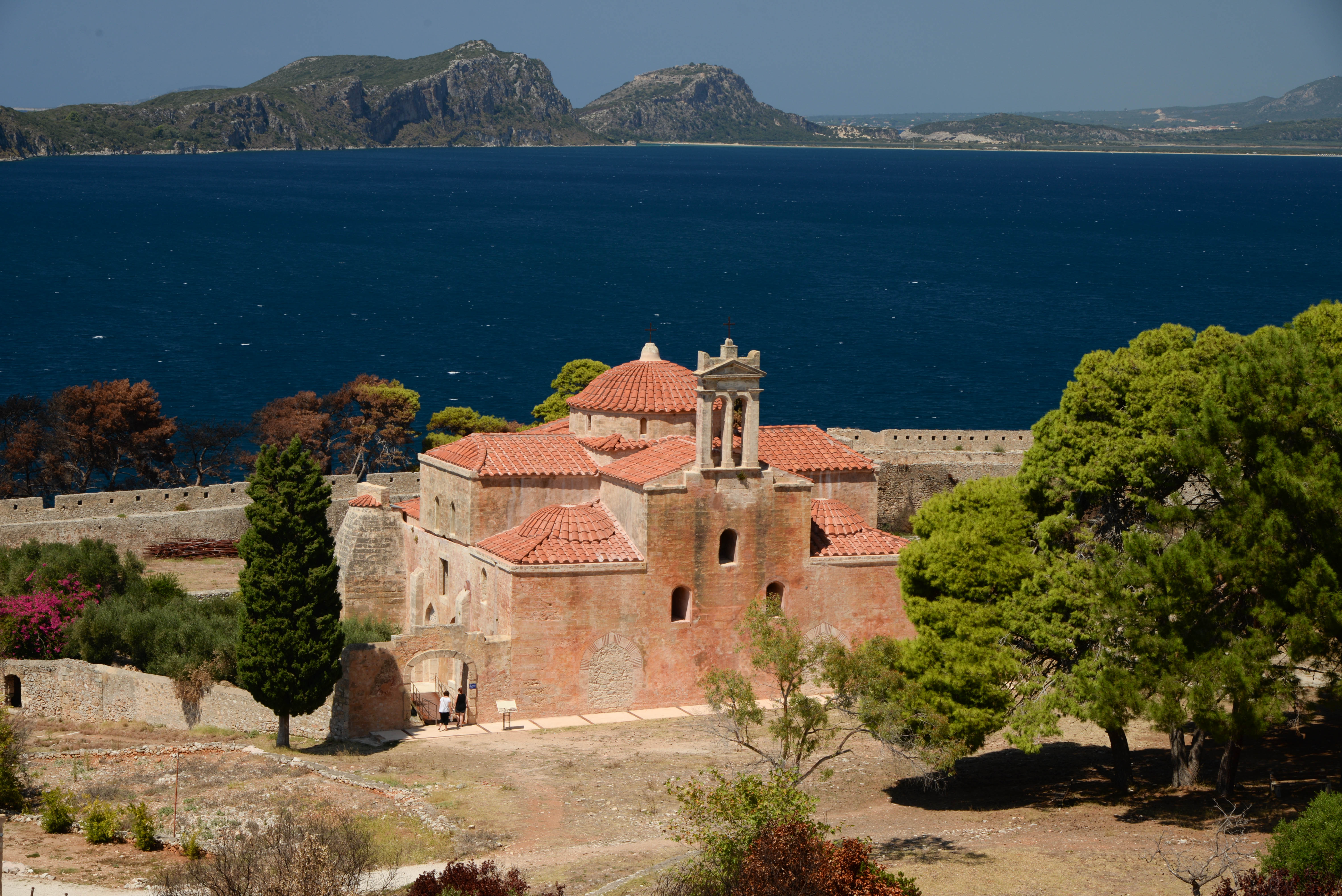
Église de la Transfiguration du Sauveur

### Le port et la marina

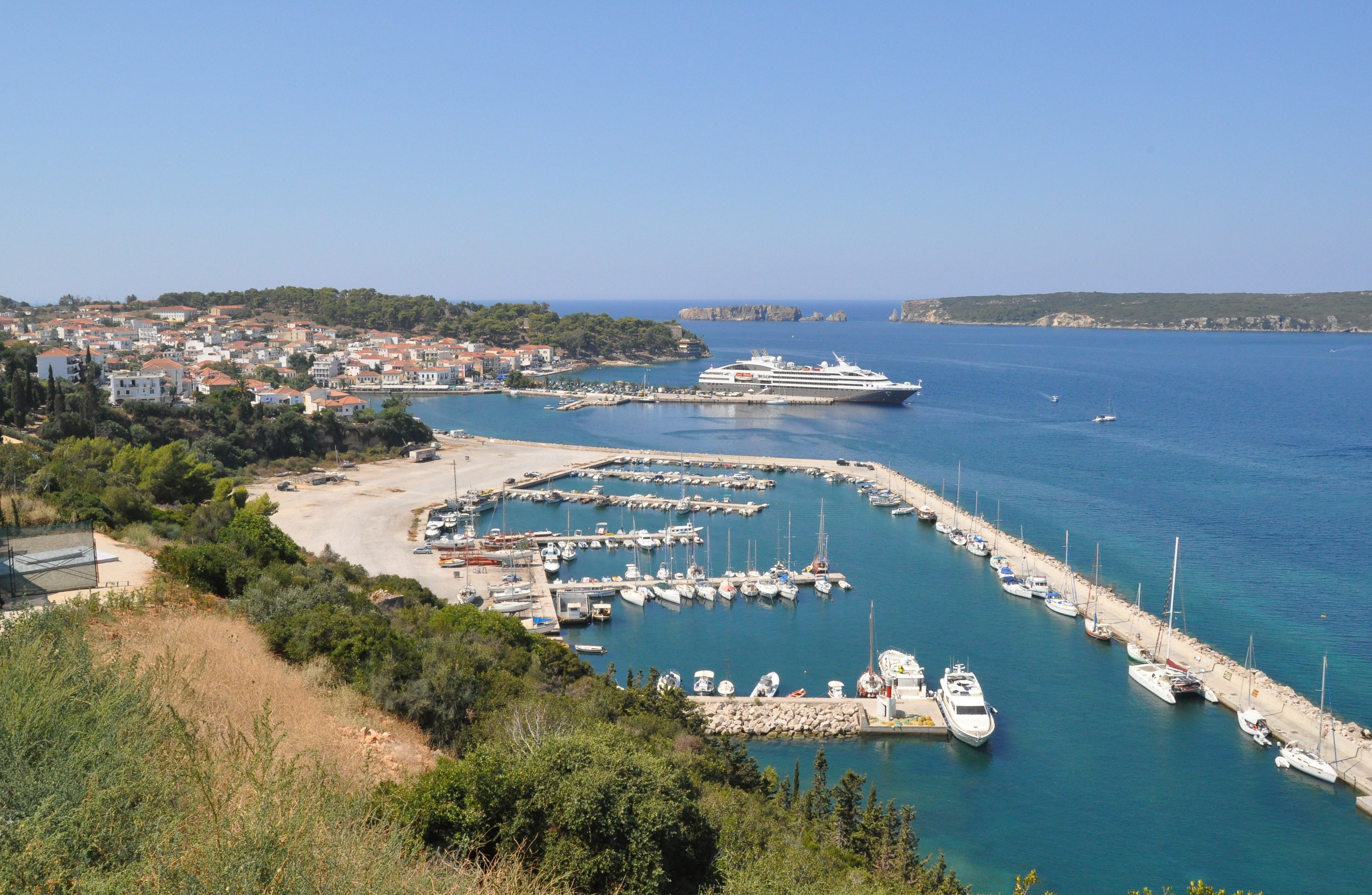
Vue du port et de la marina de Pylos

Le port de Pylos est l'une des destinations d'abordage les plus sûres pour les navires voyageant en mer Méditerranée. La rade de Navarin continue à servir régulièrement d'abri aux navires lors des tempêtes en mer Méditerranée. De plus, sa situation stratégique entre la mer Ionienne et la mer Égée en fait une destination idéale pour une station intermédiaire sur la route des Cyclades, des îles du Dodécanèse ou de la Crète. Avec sa jetée moderne, il accueille fréquemment au cours de la saison estivale de nombreux navires de croisière. À l'est du port, se trouve également la marina de Pylos, dont un projet en cours s'occupe actuellement de sa mise en valeur dans le cadre du développement touristique rapide de la région.

### Les environs de Pylos

#### Le palais de Nestor

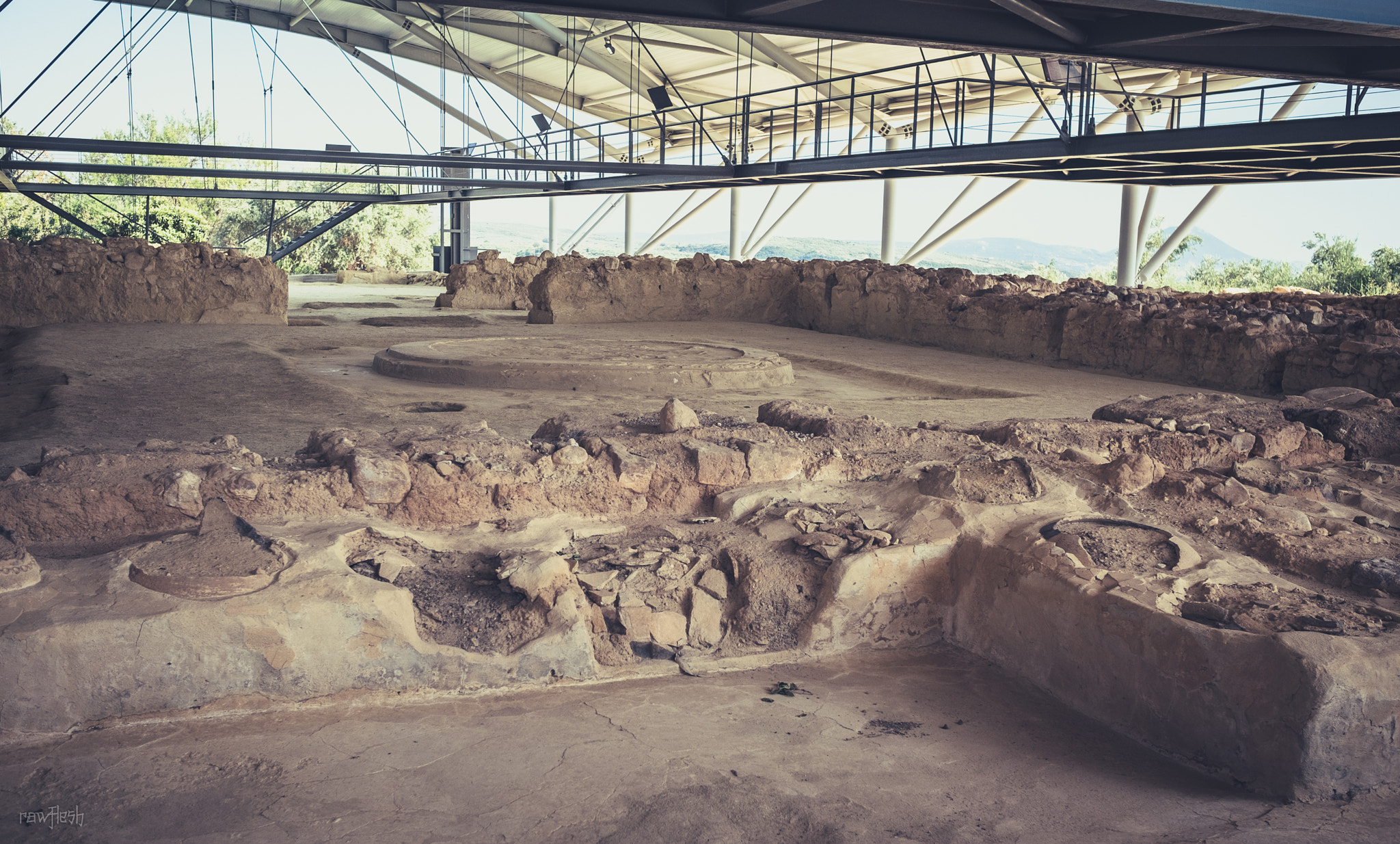
Le Palais de Nestor

À 17 km au nord de Pylos et 4 km au sud de la ville de Chóra se trouve la colline d'Ano Englianos qui abrite le palais mycénien de l'âge du bronze connu sous le nom de « palais de Nestor » (1600–1200 av. J.-C.). Ce palais reste aujourd'hui en Grèce le mieux conservé et l'un des plus importants palais de toute la civilisation mycénienne. On peut y voir la salle du trône avec son foyer, une antichambre, des salles et des coursives recouvertes de fresques d'inspiration minoenne, mais aussi des grands entrepôts, les murs externes du palais, des bains uniques, des galeries et à 90 m du palais, une tombe à tholos, ou chambre funéraire à coupole, restaurée en 1957 (Tholos tomb IV). Tout récemment, en 2015, l’équipe de Sharon Stocker et de Jack L. Davis de l'université de Cincinnati ont découvert, à proximité du palais, la tombe du « Guerrier Griffon », puis en 2017, deux autres tombes à tholos (Tholos tombs VI and VII), contenant toutes trois une multitude d'artéfacts culturels et de bijoux d'une délicatesse et minutie exceptionnelles (comme de nombreuses chevalières en or, l'agate du combat de Pylos ou un pendentif en or représentant la tête de la déesse égyptienne Hathor),. En juin 2016, le site a rouvert au public après 3 ans de travaux de remplacement de l'ancien toit des années 60 par une structure moderne avec des passerelles surélevées pour les visiteurs.

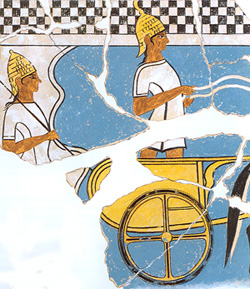
Guerriers sur un char. Fresque du palais de Nestor (période LHIIIB, vers 1300 av. J.-C.)
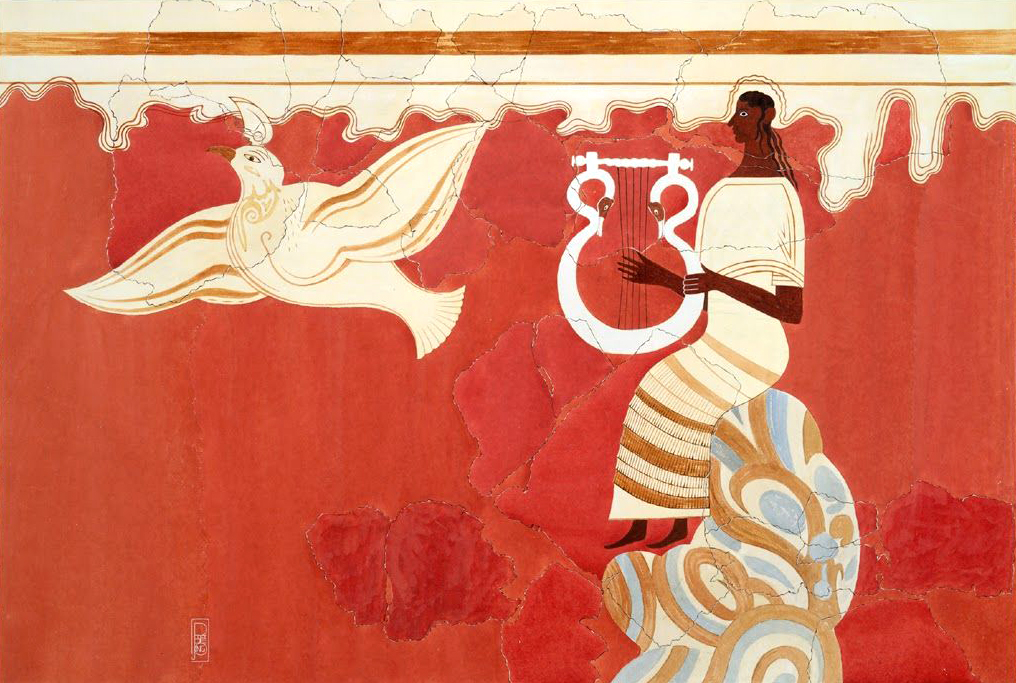
Joueur de lyre et oiseau. Fresque du palais de Nestor (période LHIIIB, vers 1300 av. J.-C.)
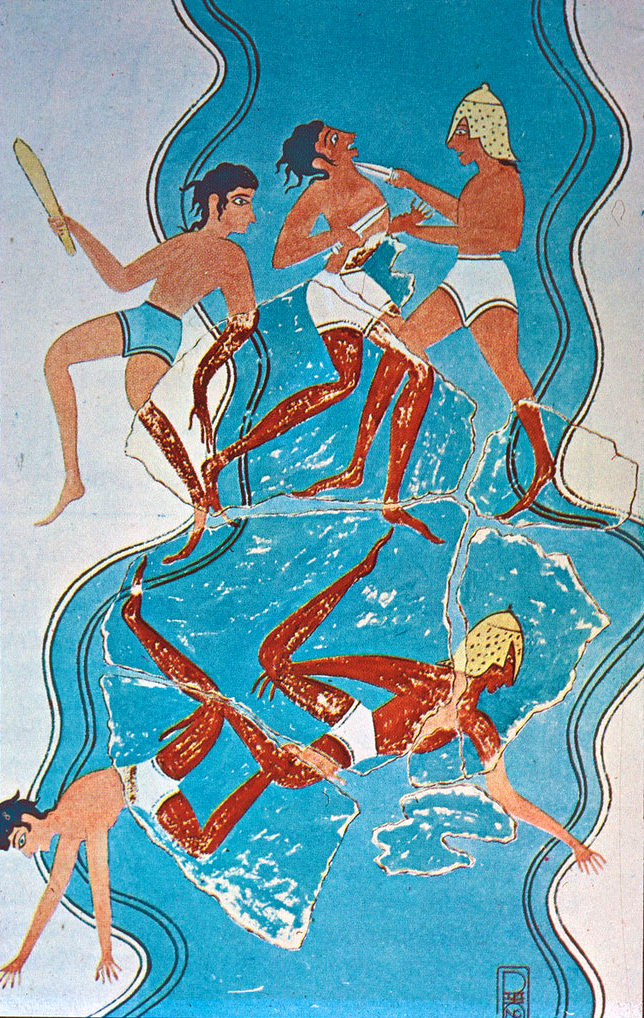
Scène de bataille. Fresque du palais de Nestor (période LHIIIB, vers 1300 av. J.-C.)

#### Musée archéologique de Chóra

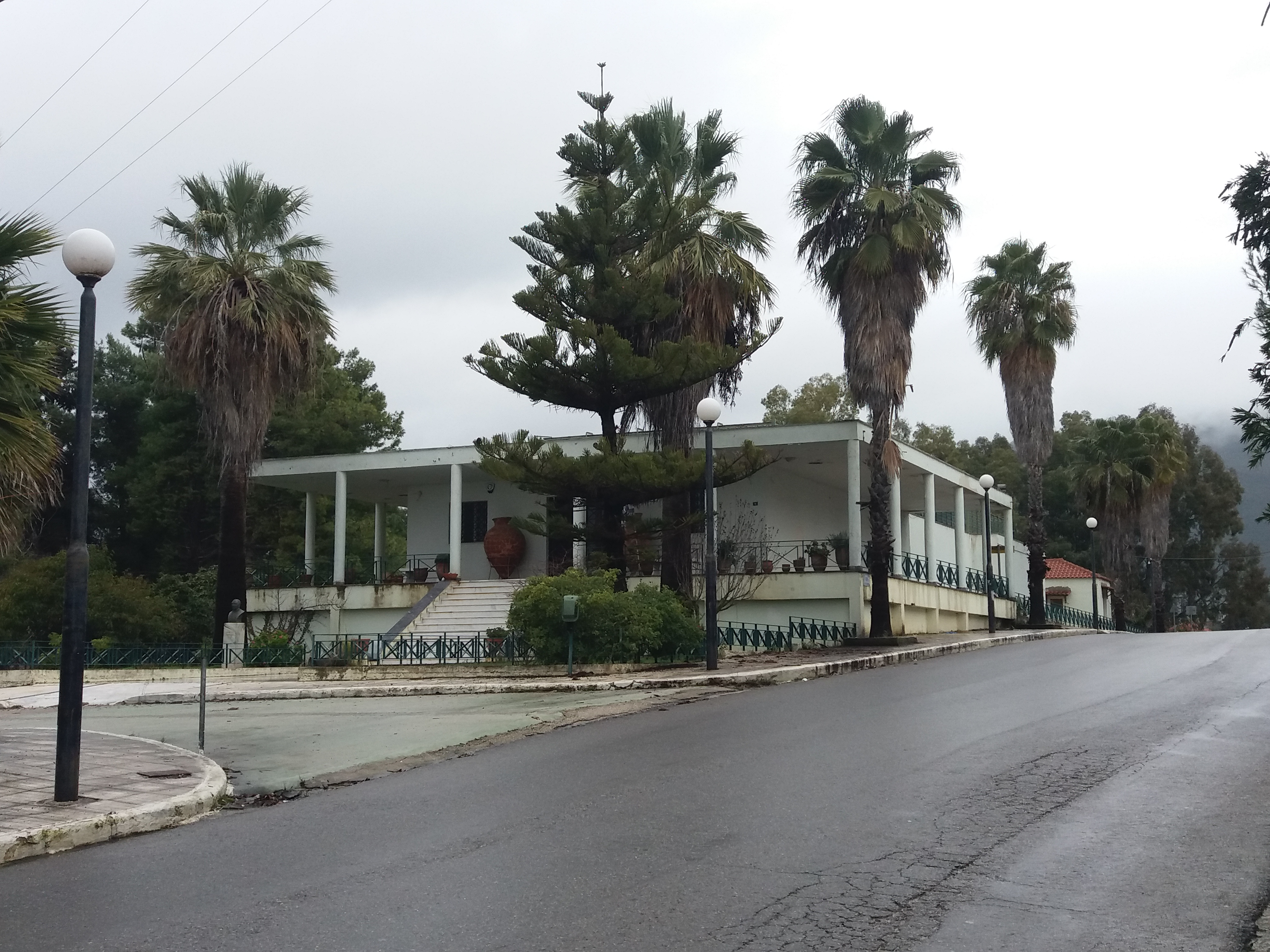
Musée archéologique de Chóra

Le musée archéologique se trouve dans le centre-ville de Chóra, à 4 km au nord du palais de Nestor. Le musée a été construit en 1969 pour accueillir les découvertes du palais de Nestor et des alentours.

#### La lagune de Giálova et les plages de Voïdokiliá et de Divári
Au nord de la baie de Navarin, à proximité du village de Giálova, se trouve la lagune de Giálova (ou lac d'Osman-aga), l'une des dix plus grandes de Grèce. Faisant partie du réseau Natura 2000 et classé comme lieu d'une beauté naturelle remarquable, son étang constitue un réserve ornithologique d'importance exceptionnelle en Europe pour les oiseaux migrant entre les Balkans et l'Afrique, et offre un refuge à environ 270 espèces d'oiseaux, comme les flamants roses, les ibis falcinelles, les hérons striés et cendrés, les grandes aigrettes, les aigrettes garzettes, les courlis, les pluviers dorés, les échasses blanches, les cormorans, les martins-pêcheurs, les combattants variés, les sarcelles d'été, mais aussi les goélands et les rapaces (faucons crécerellettes, balbuzards pêcheurs, faucons pèlerins et aigles impériaux). La lagune abrite également une espèce très rare, en voie d'extinction dans toute l'Europe, le caméléon africain. Un poste d'observation installé par la Société grecque d'ornithologie permet aux visiteurs d'en apprendre davantage sur la faune de la lagune et d'observer les eaux saumâtres peu profondes du lac; ils peuvent également y parcourir les chemins qui traversent les différents écosystèmes de la lagune.

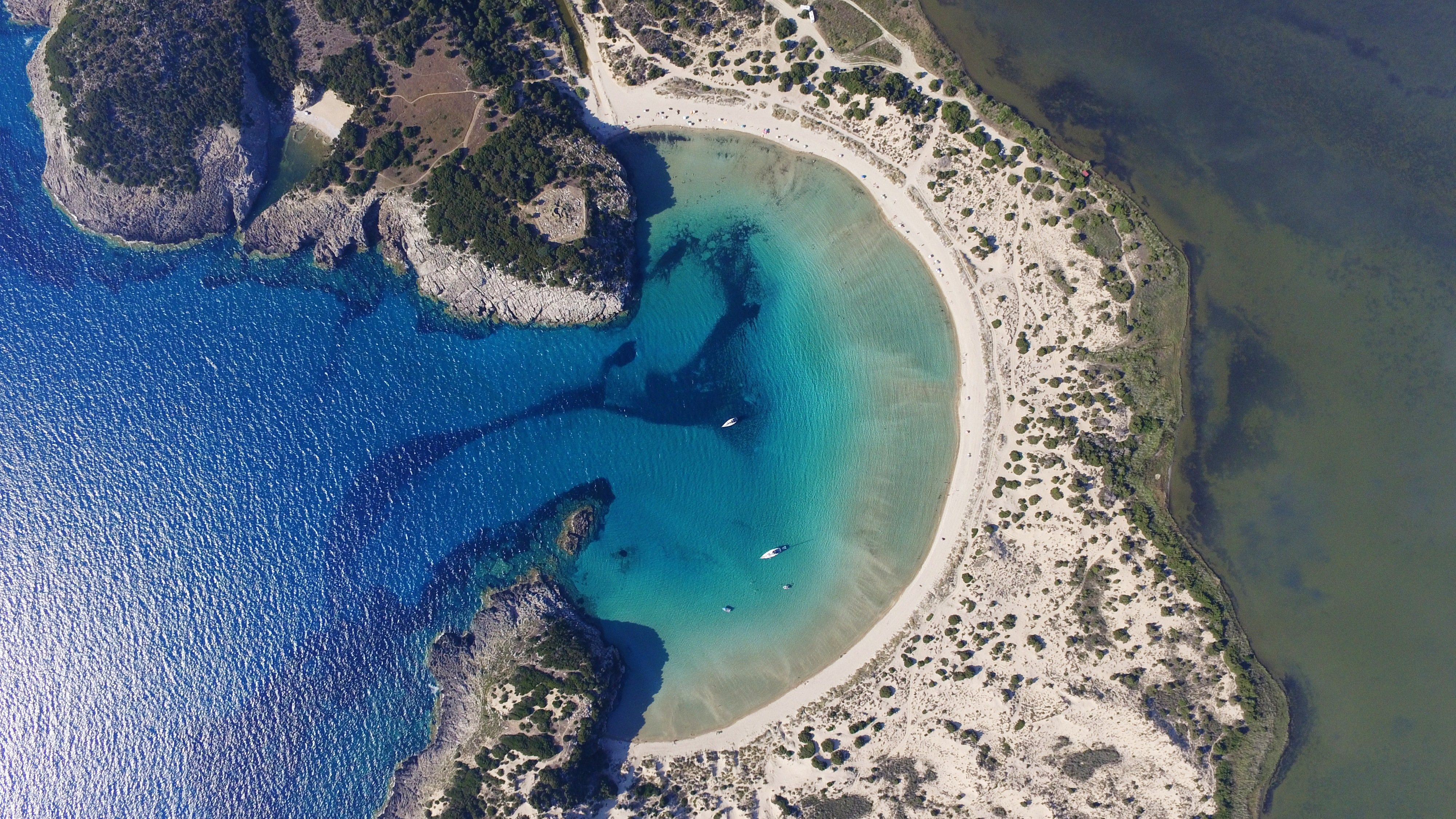
La baie et la plage de Voïdokiliá

À l'extrémité ouest de la lagune, se trouve la petite baie de Voïdokiliá, dont la plage en forme d'anse est régulièrement classée parmi les plus belles du monde. Elle est bordée d'un côté (à l'est) par la lagune de Divári dont elle est séparée par un banc de dunes, d'un autre côté (à l'ouest) par la mer Ionienne sur laquelle elle s'ouvre, et enfin d'un troisième côté (au sud) par la baie de Navarin. La plage fait également partie du réseau Natura 2000. Elle est libre d’accès et est accessible par deux voies : soit par une route venant du village de Giálova qui traverse la lagune de Divári, soit par un chemin qui traverse le village de Petrochóri. Sur le promontoire Nord de l’entrée du lagon de Voïdokiliá, se trouve une tombe à tholos mycénienne dite « de Thrasymède », fils de Nestor. Sur les hauteurs de la plage, en montant vers le Paléokatro, se trouve la grotte dite « de Nestor », dans laquelle, selon la mythologie, le roi de Pylos faisait paître ses bœufs.
En se rendant de Voïdokiliá vers le village Giálova à l'est, une route asphaltée emprunte la langue de terre étroite passant entre la lagune de Divári et la baie de Navarin. Le long de cette route se trouve une longue plage de sable blanc qui longe la rade de Navarin, la plage de la Côte d'Or (Paralía tis Chrysís Aktís) ou plage de Divári. Elle rejoint dans le village de Giálova à l'est, une autre plage, la plage de Giálova.

La baie de Voïdokiliá, située entre la mer Ionienne, la lagune de Divári et la baie de Navarin (vue panoramique depuis le Paléokatro).

## Événements

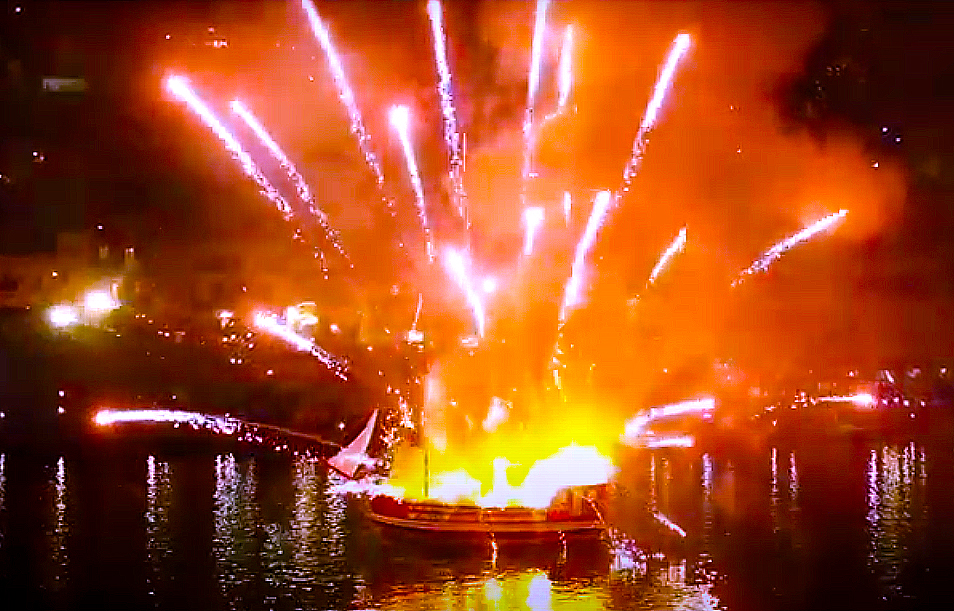
Les « Navarinia » 2018 dans le port de Pylos

Depuis 2017, ont lieu chaque année autour du 20 octobre, les « Navarinia », une célébration organisée en mémoire de la bataille de Navarin (20 octobre 1827) par la municipalité de Pylos-Nestor et les nombreux volontaires de l'association locale organisatrice de l'événement. Étendues sur une durée de plusieurs jours, les célébrations culminent le jour anniversaire de la bataille dans le port de Pylos, avec la participation de la marine hellénique et des représentants diplomatiques et militaires des trois pays alliés. Des frégates de la marine hellénique, britannique, française et russe, ainsi que de nombreux vieux gréements civils prennent part à une impressionnante reconstitution en son et lumière de la célèbre bataille. La soirée se termine le plus souvent par la mise à feu d'un navire reconstitué ayant pris part à la bataille et par un imposant feu d’artifice tiré depuis le port.
Les célébrations sont également accompagnées les jours précédents par divers événements culturels menés en parallèle dans d'autres parties de la ville (cérémonies d'hommages rendus aux morts sur les différents monuments commémoratifs de Pylos et de la région, conférences nationales et internationales, défilés dans les rues de Pylos, spectacles musicaux et de danse traditionnelles, etc.). Bien qu'organisées à la fin de la saison touristique, ces célébrations attirent généralement une foule nombreuse de spectateurs. Εn 2019, les manifestations, qui ont eu lieu en présence du président de la République hellénique, ont réuni plus de 10 000 visiteurs. En 2020, les Navarinia se voient attribuer le Gold Tourism Award 2020 dans la catégorie Tourisme culturel.

## Personnalités liées à la ville
- Nestor : héros de la mythologie grecque, fils de Nélée et de Chloris et roi légendaire de Pylos. Selon Homère, il est le plus âgé et le plus sage des héros de la guerre de Troie.
- Edward Codrington (1770–1851) : amiral britannique, commandant de la flotte britannique lors de la bataille de Navarin.
- Lodewijk van Heiden (1773–1850) : amiral russe d'origine néerlandaise, commandant de la flotte russe lors de la bataille de Navarin.
- Henri de Rigny (1782–1835) : amiral français, commandant de la flotte française lors de la bataille de Navarin et ministre français de la Marine (1831), puis des Affaires étrangères (entre 1834 et 1835).
- Nicolas-Joseph Maison (1770–1851) : commandant en chef de l’expédition de Morée (entre 1828 et 1829), maréchal de France (1829) et ministre français des Affaires étrangères (1830), puis de la Guerre (entre 1835 et 1836).
- Joseph-Victor Audoy (1782–1871) : lieutenant-colonel et commandant du génie de l’expédition de Morée, il fut chargé par le gouverneur de la Grèce Ioánnis Kapodístrias d'établir le plan d'urbanisme de Pylos, puis de bâtir la ville actuelle à partir de 1829.
- Carl Blegen (1887–1971) : archéologue américain, il dirigea les premières fouilles archéologiques du Palais de Nestor entre 1939 et 1952.
- Konstantínos Tsiklitíras (1888–1913) : athlète grec médaillé aux Jeux olympiques de Londres en 1908 ( médaille d'argent en saut en longueur sans élan,  médaille d'argent en saut en hauteur sans élan) et aux Jeux olympiques de Stockholm en 1912 ( médaille d'or du saut en longueur sans élan,  médaille de bronze du saut en hauteur sans élan).
- Antónis Samarás (1951–) : ancien Premier ministre de Grèce entre 2012 et 2015, plusieurs fois ministre et député de la circonscription de Pylos depuis 1977.